# Ліплений декор

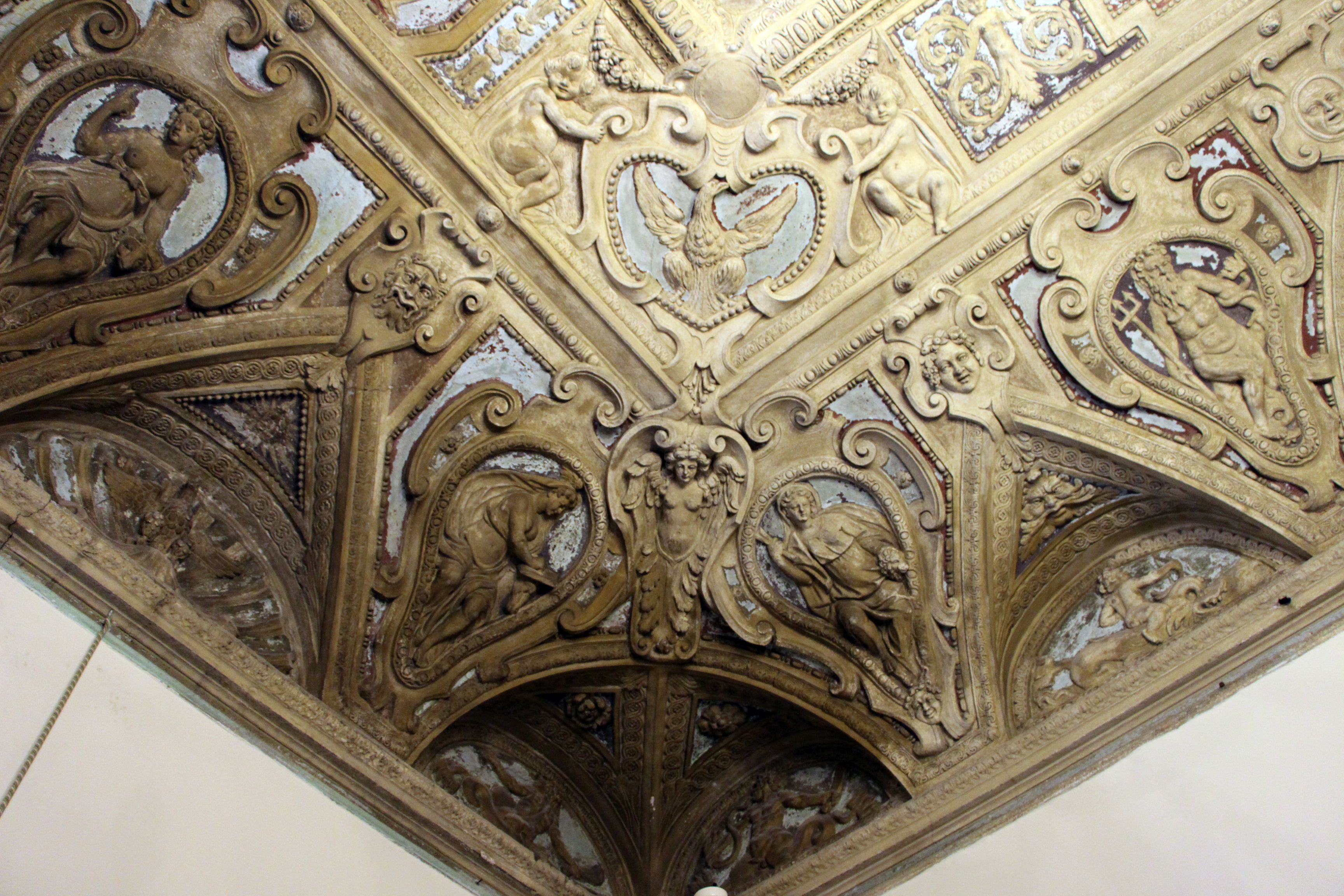
Декоратор Марчелло Спарцо. Ліплений декор зали Прометея. Княжий палац Андреа Доріа, Генуя.

Ліплений декор  або ліпнина — поширений упродовж століть засіб декорування інтер'єрів різного призначення та фасадів різноманітних споруд.

## Ліплений декор у Стародавньому Єгипті
Час появи ліпленого декору встановити неможливо. Але відомо, що він був однією з фаз створення фаянсових виробів у Стародавньому Єгипті (разом із сушкою, фарбуванням та випаленням). Зразки ліпленого декору знайдені в Єгипті додинастичного періоду, тобто в 5000-3000 рр. до н. е. Первісно примітивні речі пройшли певний період розвитку і досягли першого розквіту у 15 столітті до н. е. в роки появи так званого Нового царства. Елементи ліпленого декору створювали з глин, сушили і випалювали. Ліпленим декором прикрашали верхівки колон. Так виникли капітелі. Згодом декорувати ліпленими смугами почали стіни, а декоративними елементами — портали, одвірок, облямовувати віконні отвори.
Трудоміскість висікання рельєфів і скульптур з природного каменю примушувала користуватись гіпсом, що в суміші з водою става пластичним і здатним приймати будь-яку вигадану форму, котру зберігав після висихання. Поверхню додатково шліфували й розфарбовували.

## Стукко (Стародавній Рим)
В добу Стародавнього Риму майстри-декоратори віднайшли модифікацію ліпленого декору, котра отримала назву стукко. Стукко — це суміш води з гіпсом, куди додавали муку з мармуру, клейні речовини та різнокольорові пігменти. Вологу масу викладали у готові форми, а після сушки поверхню рельєфу шліфували. Ліплений декор такої технології був помітно міцнішим за чисто гіпсовий і мав вигляд шліфованого мармуру, матеріалу дорогому за ціною.
Будівельні технології Стародавнього Риму помітно відрізнялись від технології греків. Розбіжності стали доволі помітними з четвертого століття до нашої ери, коли римські будівельники почали широко використовувати бетон. Бетон йшов на створення конструкцій, а деталі створювали з кам'яних брил та цегли. Грубу поверхню каменю та бетону додатково декорували (приховували мармуром, тиньком та розфарбуванням, використанням деталей зі стукко). Функціональна, громіздка, малоестетична давньоримська архітектура лише після цього набувала естетичного вигляду, особливо у інтер'єрах.
Віднайдення технології стукко здешевлювало ліплений декор і зробило його доступним. Лише в спорудах аристократів чи імператорської родини разом із стукко використовували рельєфи, створені засобом висікання, мармур різних відтінків, фрески.
Використання різноманітних форм для стукко дозволило комбінувати орнаментальні деталі широкого спектра — зображення риб, рослин, дельфінів, різних мушлей, архітектурні деталі, різні гірлянди, черепа биків тощо.

## Ліплений декор доби відродження

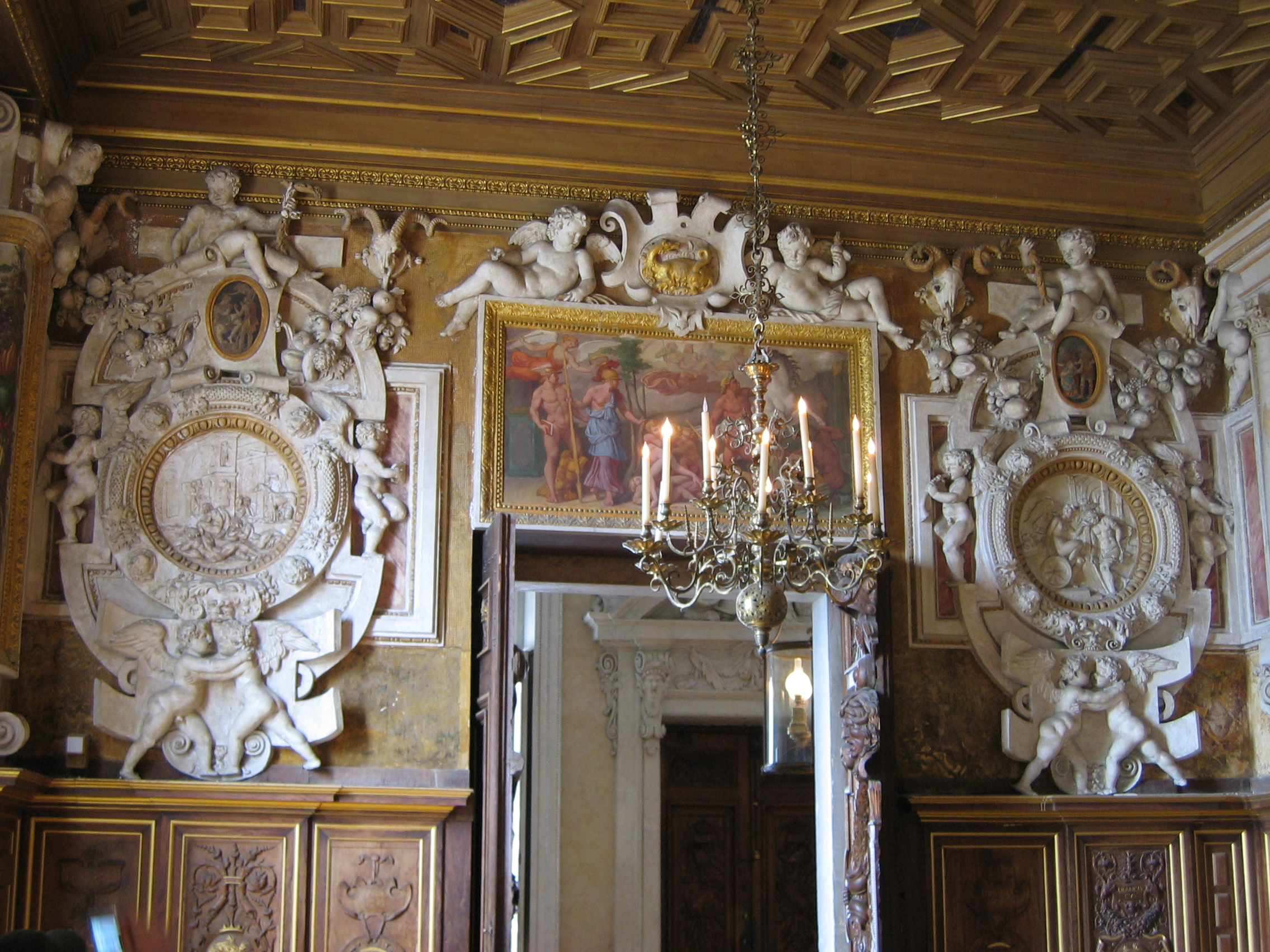
Палац Фонтенбло, Галерея короля Франциска І, ліплений декор, перша половина 16 ст.

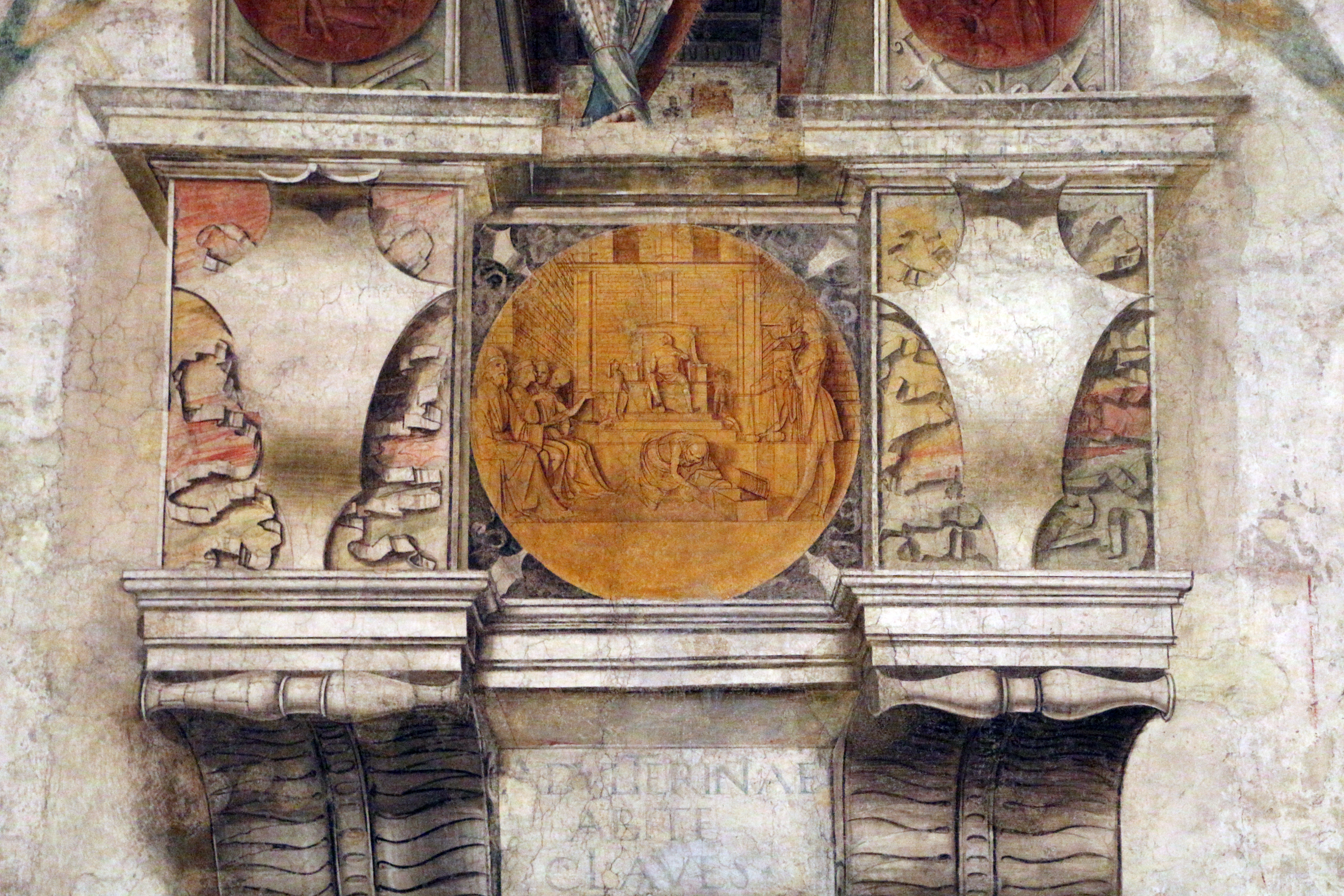
Донато Браманте та Брамантино. Проект ліпленого декору для кастелло Сфорцеско, Мілан, Зала скарбів

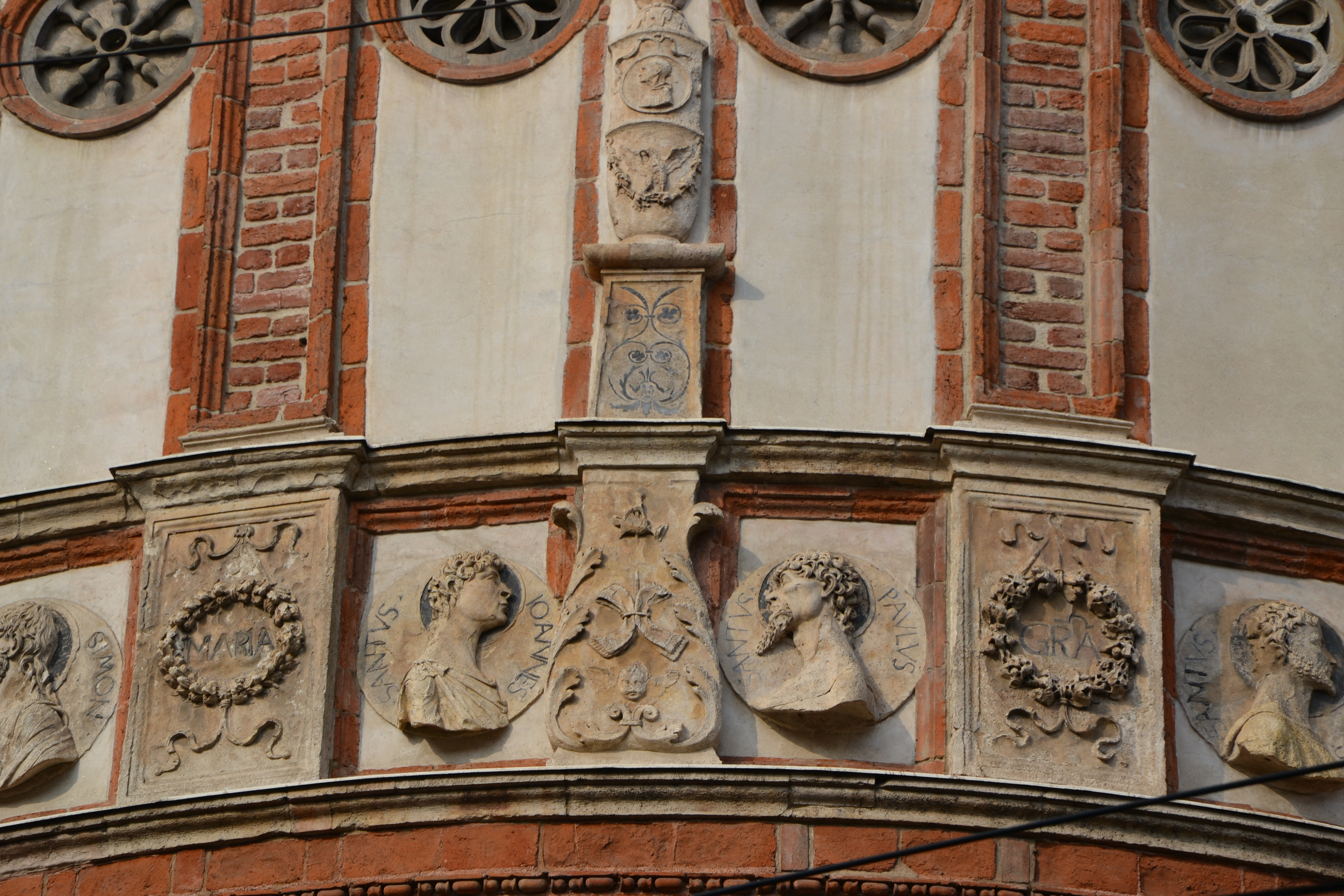
Церква Санта Марія делле Граціє, Мілан, декор фасаду абсиди

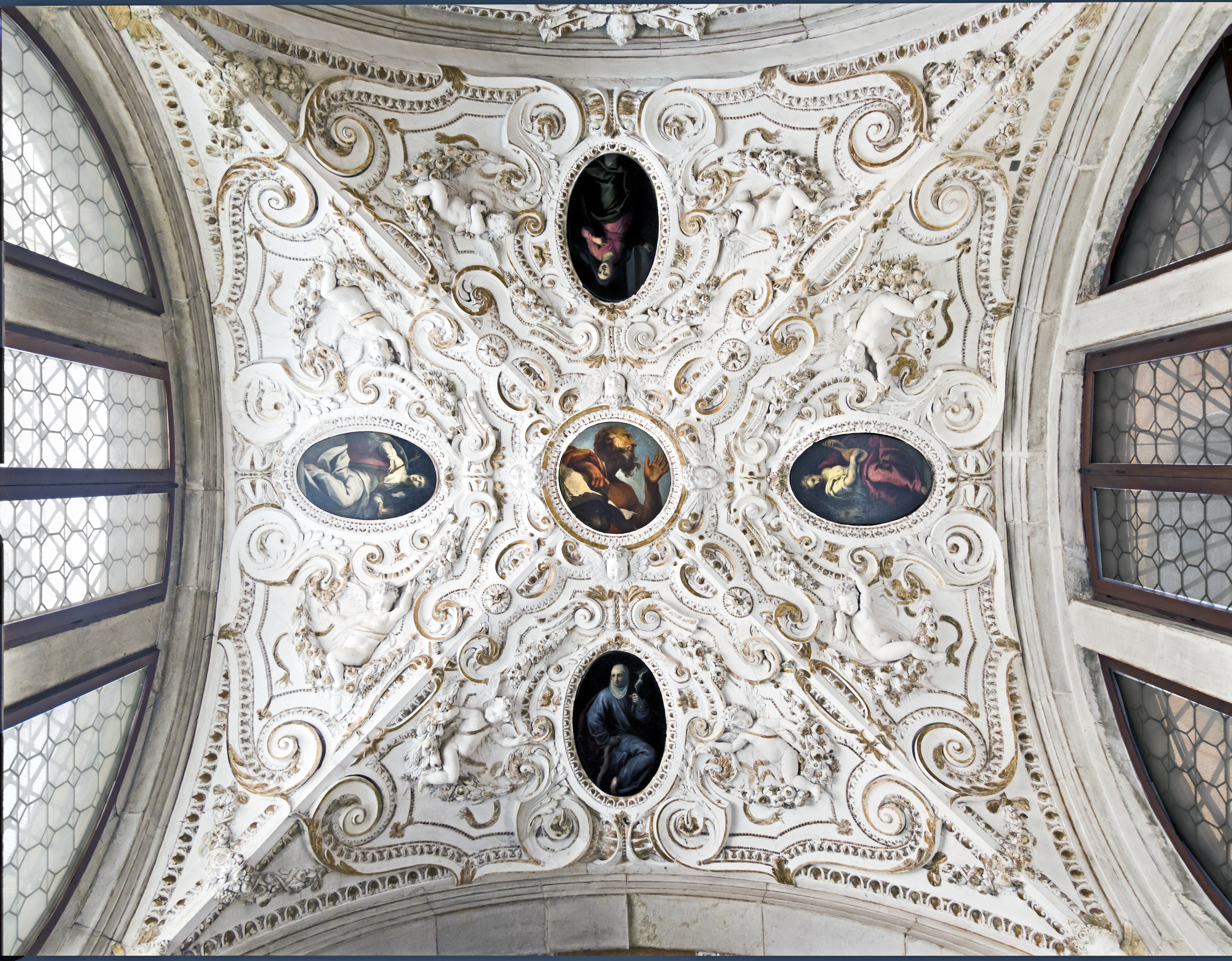
Церква Сан Джованні е Паоло, Венеція. Ліплений декор на склепінні.

Традиції ліпленого декору були втрачені в добу середньовіччя. І лише в добу відродження в Італії знову з'явилася мода на все античне, в тому числі й на ліплений декор. За приклад було взято давньоримські зразки і прагнення давньоримської архітектури та її декору до підпорядкованості певним зразкам, математично строгої симетрії, прагнення до пропорціональності. В добу італійського відродження пішло постійне збагачення як самого декору, так і його деталей та комбінацій з іншими засобами декорування інтер'єрів чи фасадів споруд. Первісне прагнення копіювання давньоримських зразків іноді приводило до наївного, смішного копіювання. Так, стіни могли прикрасити імітаціями давньоримських монет і медалей з портретами.
Згодом у декор повернули золочення деталей, написи латиною, гротески після відкриття у Римі залишків імператорського палацу, колись прикрашеного тонкими орнаментальними малюнками з використанням фантазійних рослин, людей, тварин, розташованих вертикально. Учнівський період закінчився на етапі, коли від давньоримських зразків відштовхнулися у прагненні позмагатися з ними в творчості. Митці доби відродження почали створювати власні зразки орнаментальних мотивів і власної роботи гротески. До процесу створення нових гротесків і орнаментів згодом підключились не тільки майстри італійських князівств, а й майстри-дизайнери північних країн Європи, котрі не мали античного спадку. Розкол європейської релігійної спільноти на католицизм і протестантизм сприяв декотрому відокремленню художніх зв'язків і пізнє відродження почало співіснувати з маньєризмом, котрий отримав у різних країнах національне забарвлення.
Крайні форми протестантизму взагалі відмовились від картин релігійного призначення, тоді як в католицизмі набули міці процеси пропаганди і могутнього впливу на свідомість вірян при жорсткому контролі за сюжетами і їх виконанням. Безсюжетні і декоративні орнаменти переходять у галузь ювелірства, котре обслуговує як світських, так і церковних замовників. Відмова від релігійних зображень призводить до справжнього вибуху безсюжетного і орнаментального декору як в країнах півночі Європи, так і в країнах католицького простору. Крайні його форми запропонували в Речі Посполитій, в Португалії, в Іспанії, в іспанських і португальських колоніях на американському континенті.

## Ліплений декор доби маньєризму

Ян Пфістер. Ліплений декор надгробкової каплиці Адама Єроніма Сенявського, маньєризм, бл. 1640 р. Бережани, Україна. Архівне фото.

На відміну від врівноважених і спокійних орнаментів відродження майстри маньєризму почали надавати перевагу рішенням чудернацьким, вишуканим, фантазійним, неспокійним і пишним. Головувати почали не форми, запозичені в реальності, а форми вигадані, фантазійні. В проектах і їх реальних рішеннях майстри змагались у демонстрації власної майстерності, вигадливості та ерудиції. Найбільш повно ліплений декор доби маньєризму відбився при створені паркових павільйонів (Грот), каплиць тощо. Водночас відкрилась доба нічим не обмежених експериментів з металами, керамічними виробами, екзотичною сировиною (слонова кістка, горіхи кокосової пальми, мушлі тропічних морів). Цей потяг до всього незвичного, дивацького, екзотичного при збереженні пишності різноманітного декору успадкував і стиль бароко.

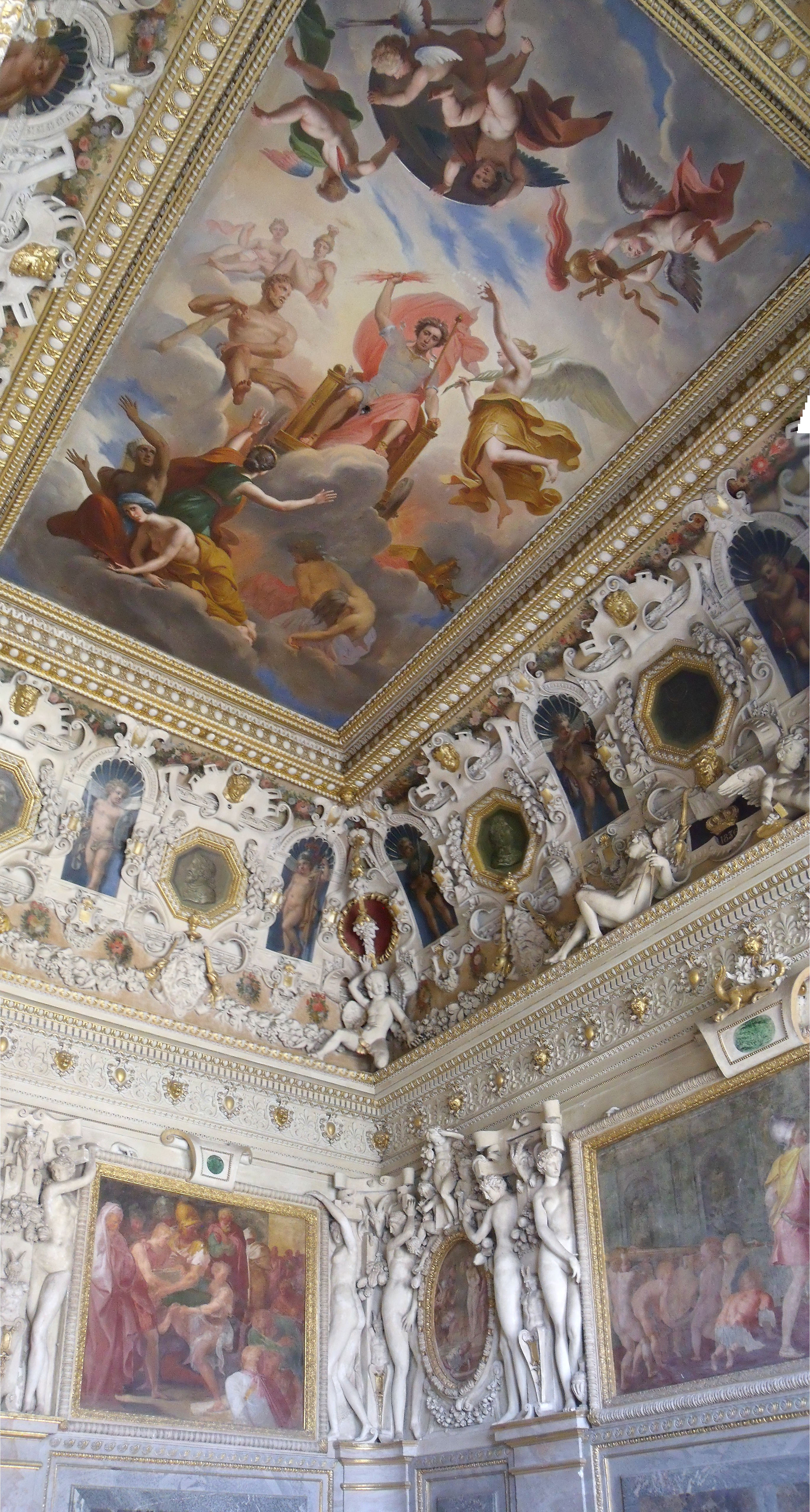
Палац Фонтенбло, Франція. Ліплений декор доби маньєризму
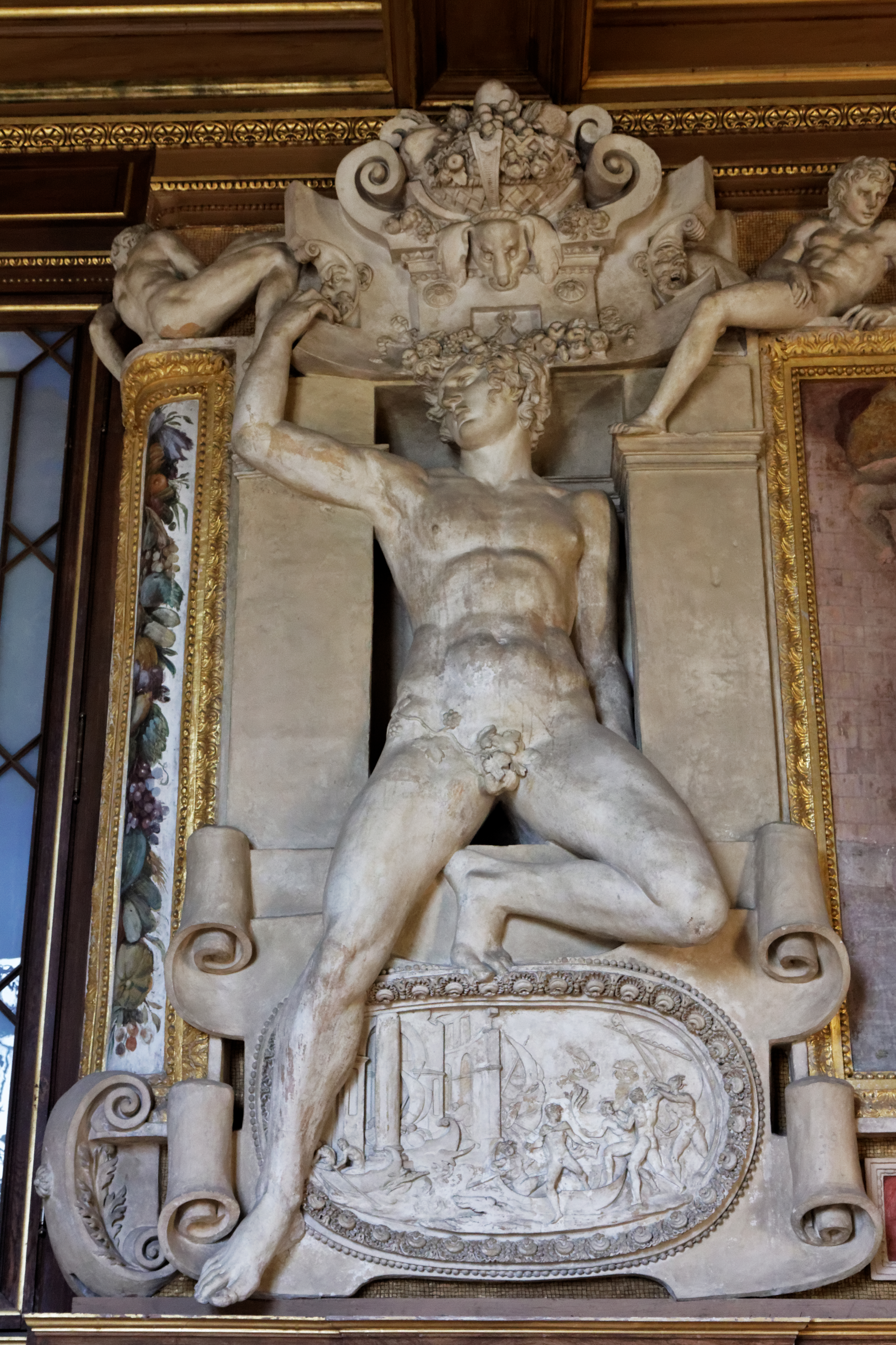
Палац Фонтенбло. Ліплений декор з чоловічою фігурою та картушем
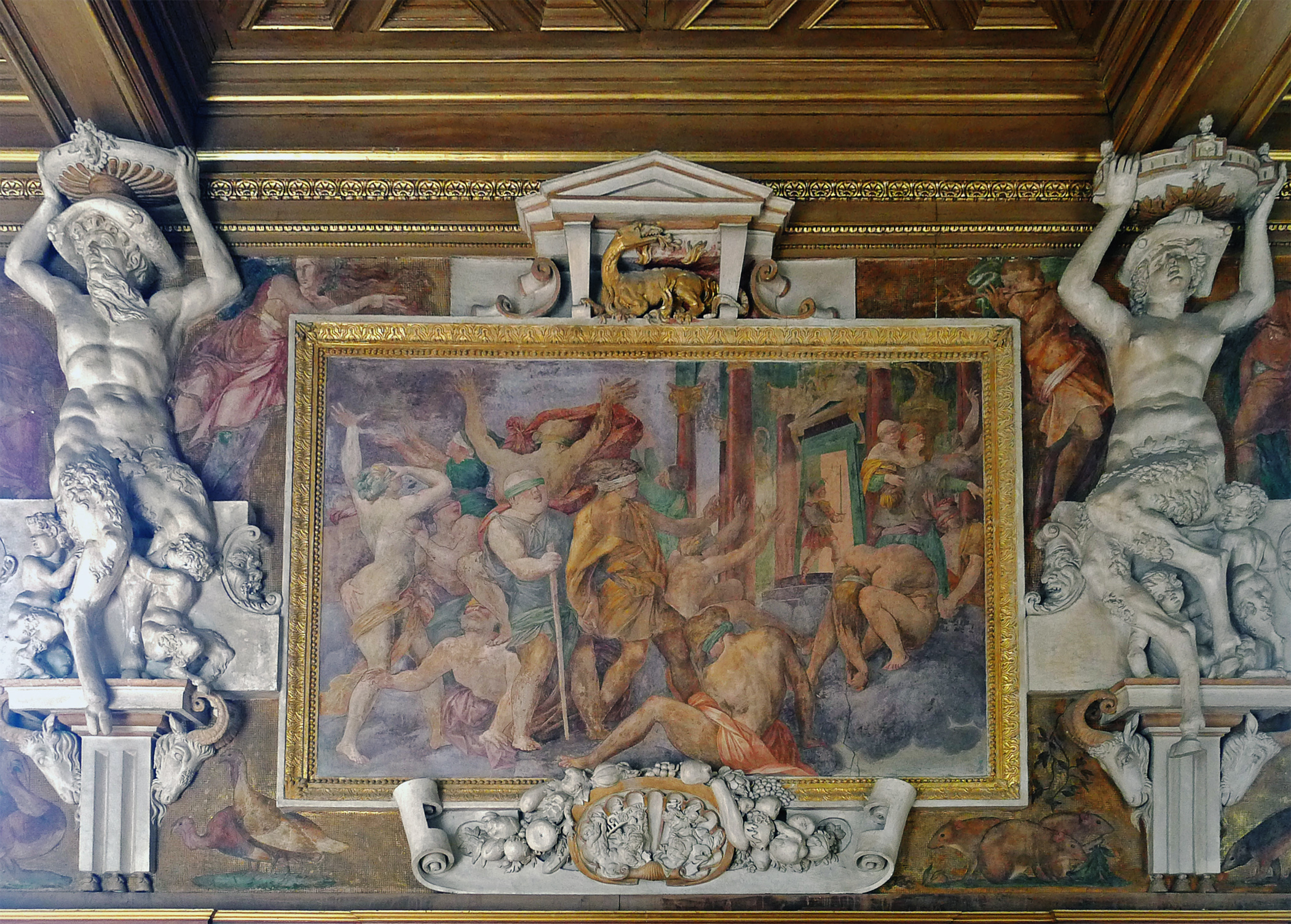
Палац Фонтенбло, ліплений декор облямування картини в техніці фрески
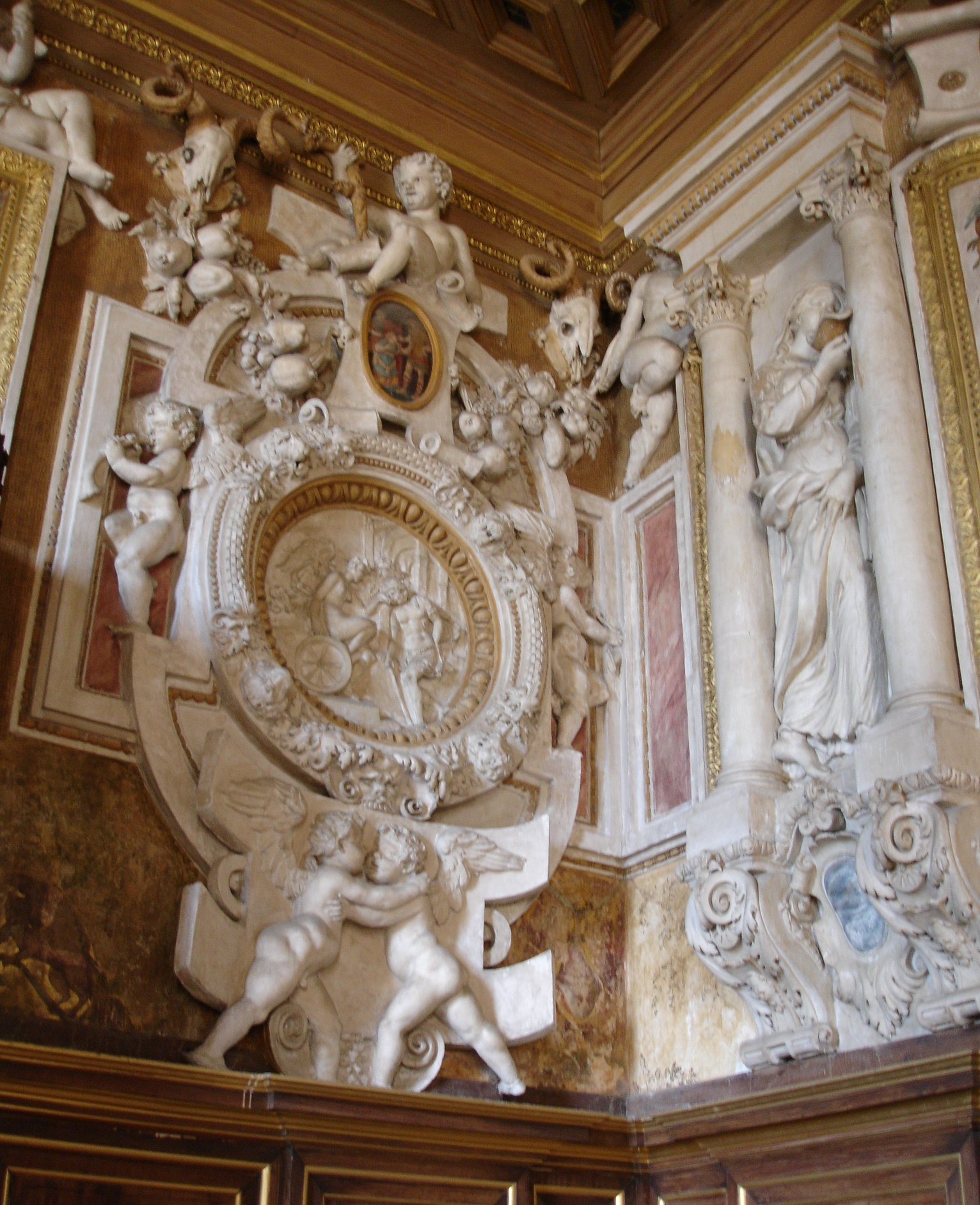
Палац Фонтенбло, деталі кутового ліпленого декору
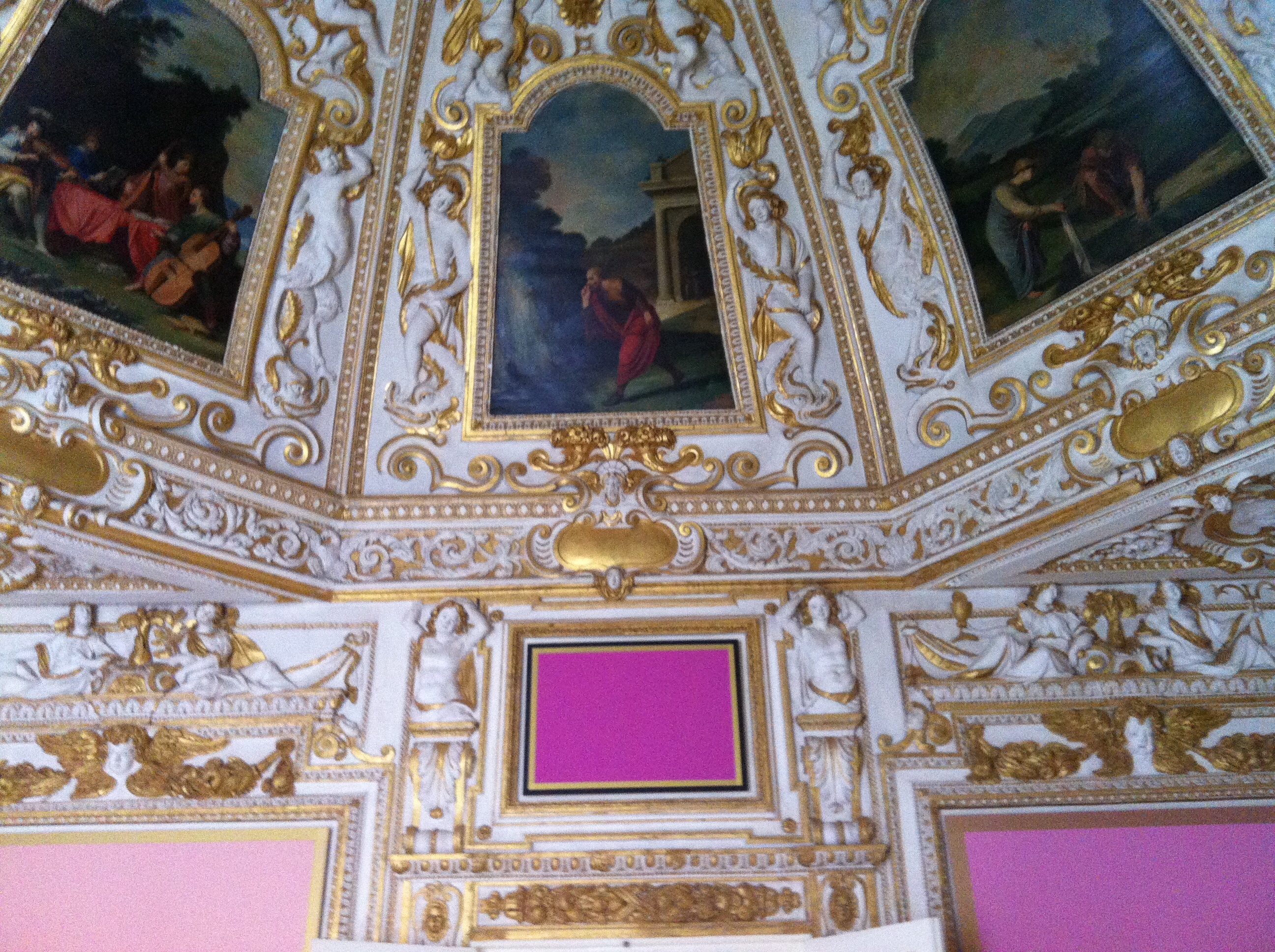
Князівський палац Сассуоло, Італія. Зала з фонтаном
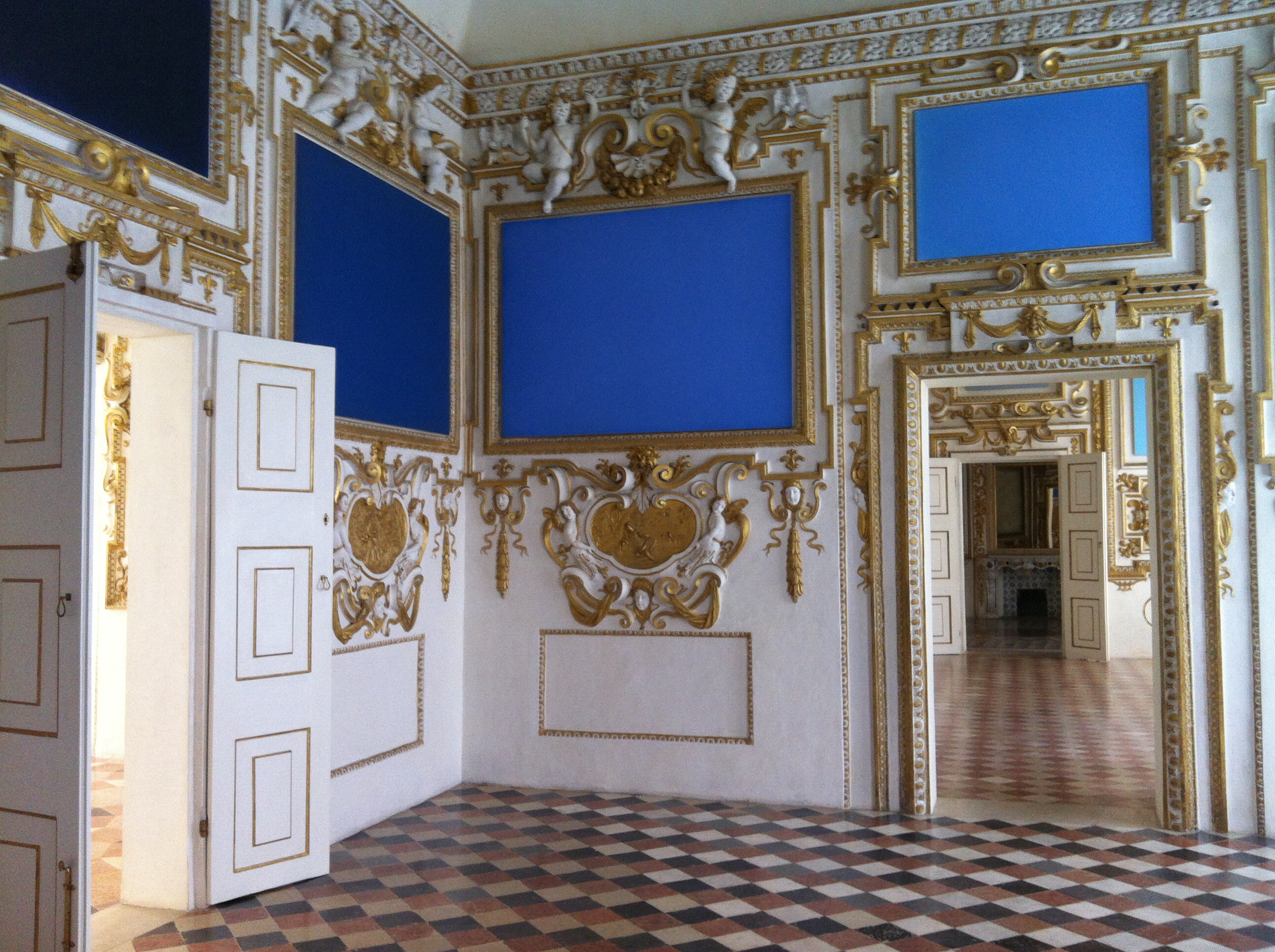
Князівський палац Сассуоло, Італія. Зразки ліпленого декору у облямуванні картинних рам

## Ліплений декор доби бароко

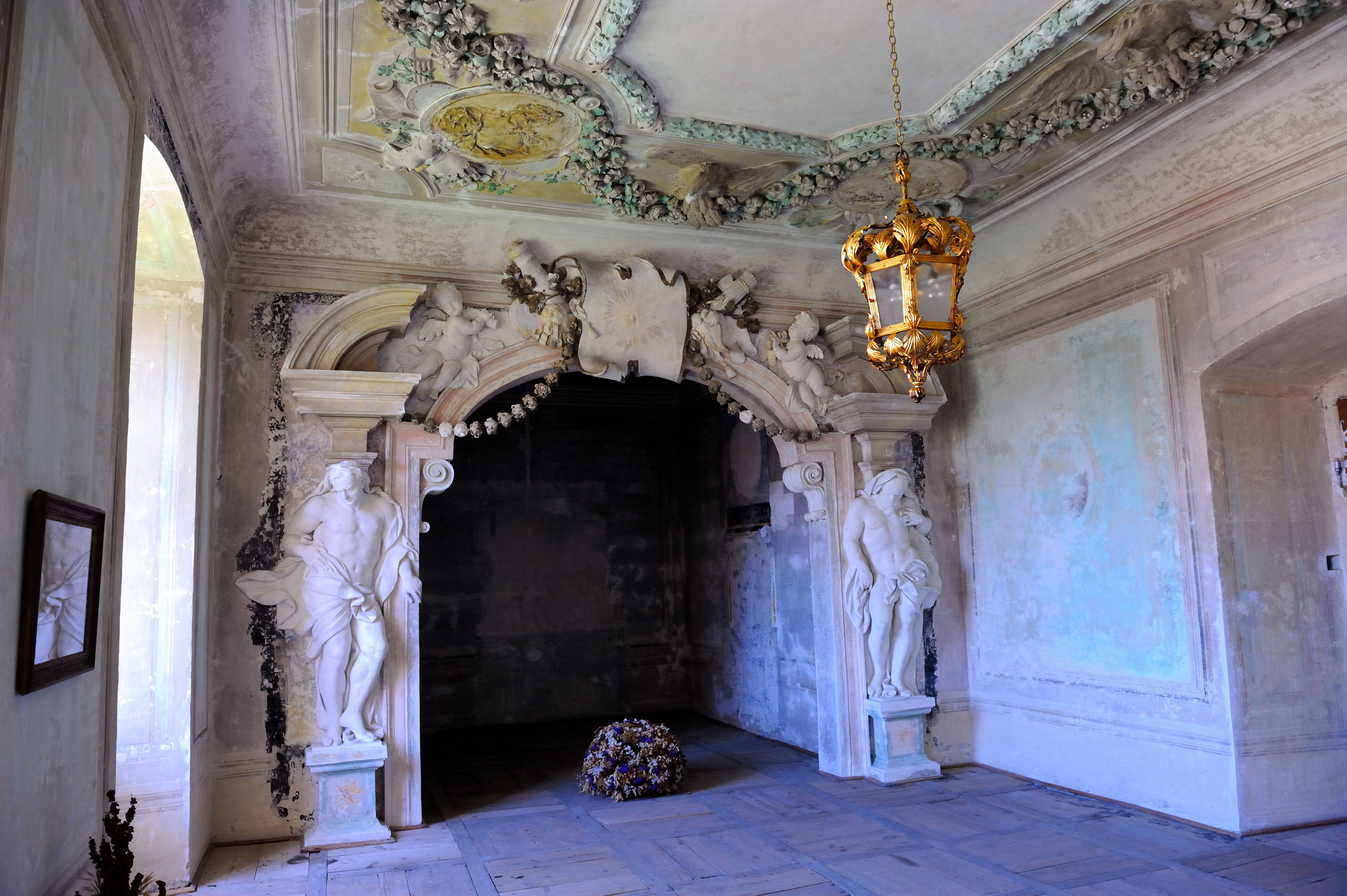
Ліплений декор, замковий театр, бароко, Угерчіце, Чехія (Архітектура Чехії)

В добу бароко ліплений декор стає справжньою окрасою інтер'єрів. На нього звернули увагу в католицьких країнах в храмах, де він став одною складовою барокового декору поряд зі стінописами, картинами тощо. Розвиток мистецтв і декотра секуляризація культури приводять до зближення декору як церковних, так і світських інтер'єрів.
Вітальні, кабінети господаря та будуар господині — ніякий характер зали чи кімнати не заперечує використання ліпленого декору. В 17 столітті в аристократичну культуру Західної Європи прийшло захоплення театром. Магнатерію не задовольнили візити до загальнодоступних театрів. Почалося облаштування приватних театрів в помешканнях аристократів. Ліплений декор стає характерною прикметою приватних театрів в палацах аристократії. Іноді декор приміщення театра нагадував власною пишністю пишність мальованих театральних декорацій.

## Ліплений декор доби класицизму

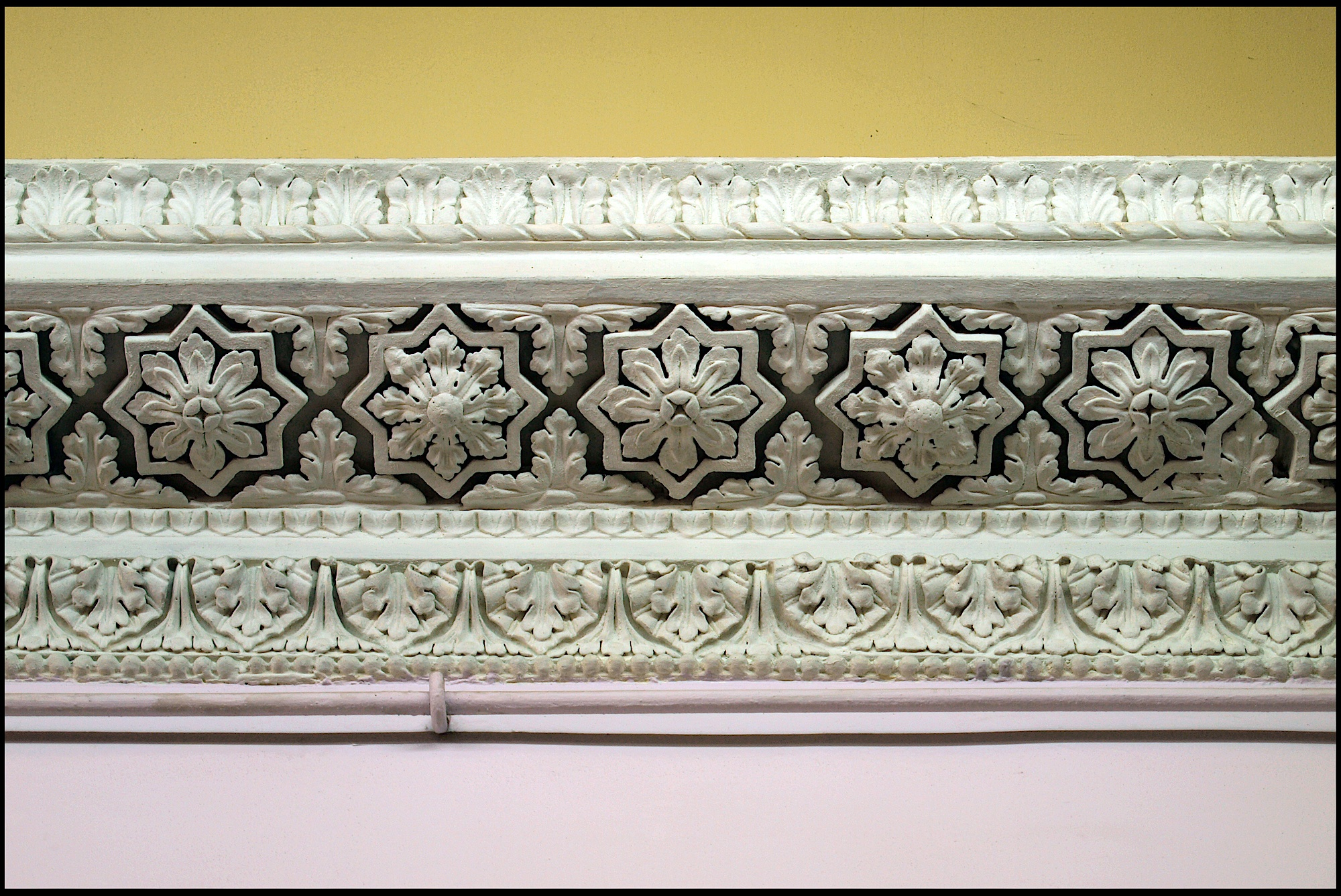
Одеса, стандартний ліплений декор в палаці Потоцьких

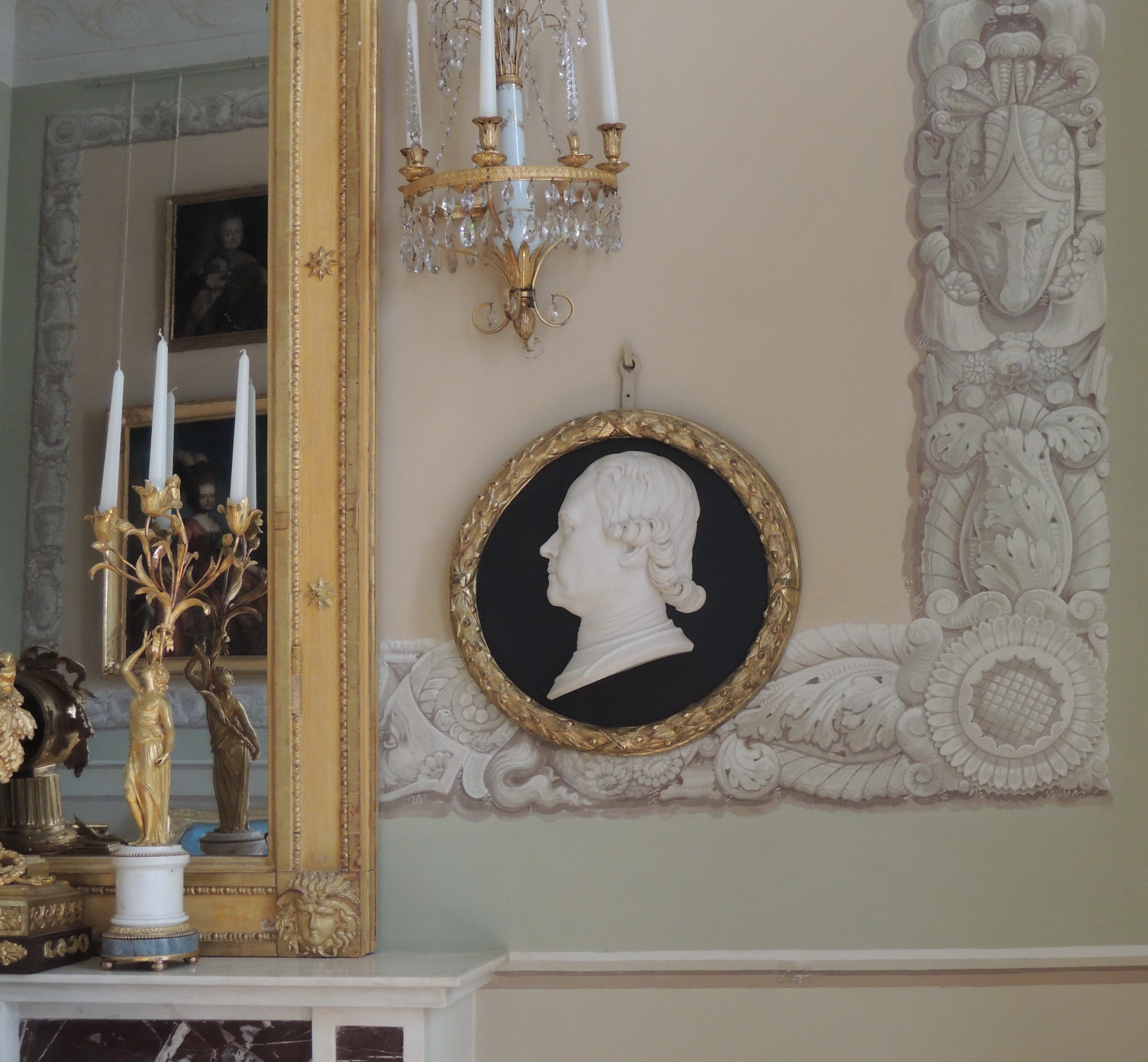
Грізайль доби ампір, котра імітує ліплений декор. Архангельське (музей-садиба)

Формально класицизм унаслідував давньоримські форми та потяг до підпорядкованості певним принципам, симетрії та пропорціям. До недоліків стилю класицизм і його нащадка академізму належать приреченість до постійних повторів вироблених зразків, швидке падіння в стереотипні рішення, консервація рішень. Жорстка заданість переходила в класицизмі в надісторичність, в ігнорування сучасності. Вважалось, що задовго до цього періоду вже вироблені ідеально прекрасні форми і пропорції. Залишається лише їх наслідувати, бо виникає ілюзія причетності до ідеальної краси і вічності. Лише окремі майстри наважувались долати класичні стеріотипи і вільно працювати зі знайомими формами.
В добу класицизму у ліплений декор прийшли готові форми, виконані за певним стандартом та імітації. Створення ліпленого декору передають майстерням, котрі виготовляють декоративні розетки, рельєфи чи карнизи за певними зразками. Стандартизація і виготовлення декору за шаблонами надає можливість швидко насичувати потреби споживачів, монотонність і однаковість зразків ніяк не засмучують виробників у гонитві за модою і швидкими прибутками. Аби хоч якось уникнути стандартності і приреченості до повторів готові стандартні форми лише по різному комбінують на фасадах чи в інтер'єрах. В приміщеннях ліплений декор також комбінують з визолоченням деталей та стінописами. При фінансових нестачах нарешті відмовляються і від визолочення, залишаючи фарбування лише у два кольори або ліплені карнизи і розетки залишають чисто білими.
Ліплений декор також широко використовують для імітацій каменю, русту, штучного мармуру, а фарбування його поверхонь в інтер'єрах надає можливість отримати значний спектр кольорових рішень, котрих нема в природі. В цілому і ліплений декор, і грізайль, і рельєфи помітно збіднені та стандартизовані у порівнянні з декором доби бароко при малому виграші у доступності самого декору і його дешевизні.

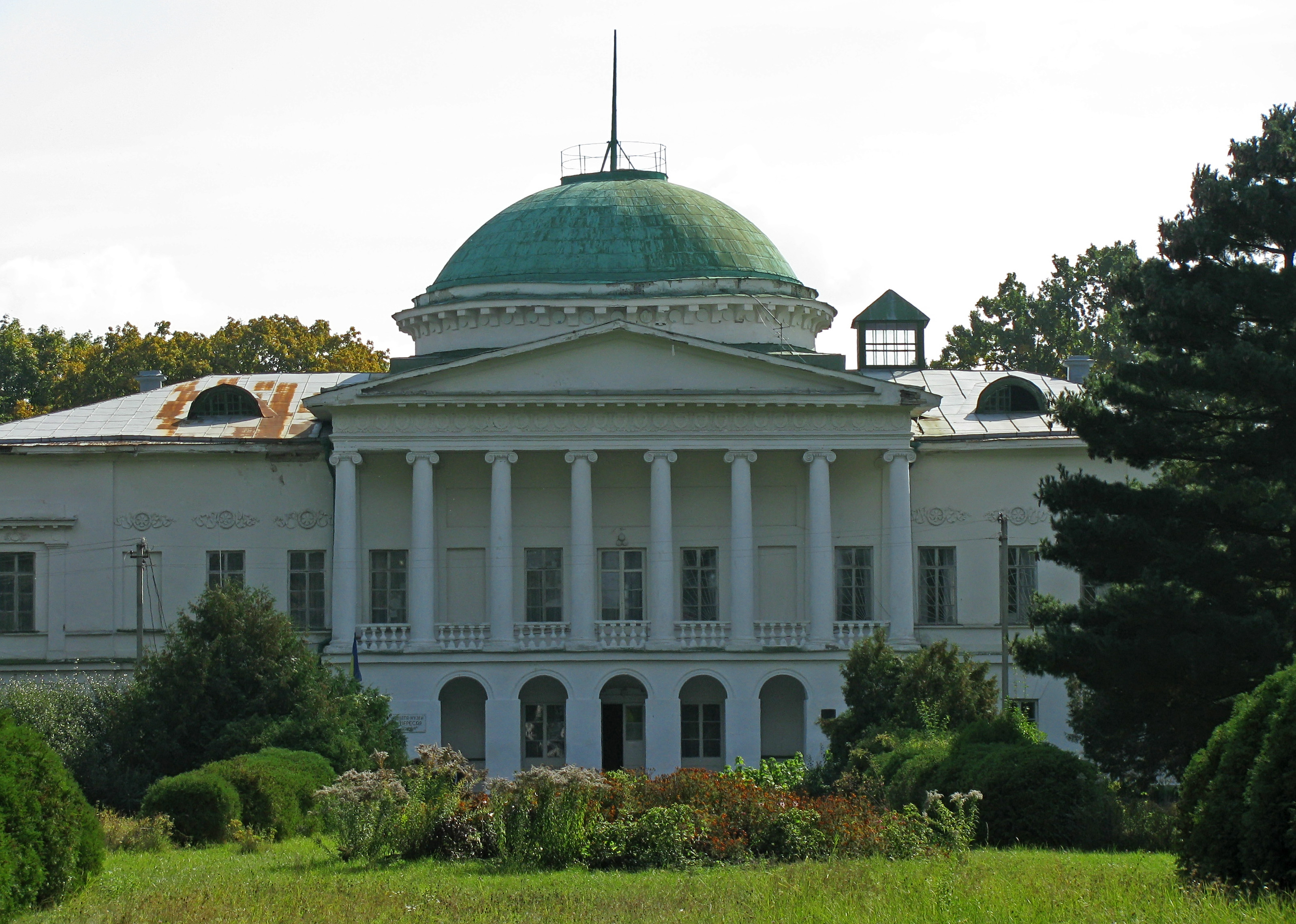
Стандартний ліплений декор над вікнами 2-о поверху, садиба Сокиринці, Чернігівська область
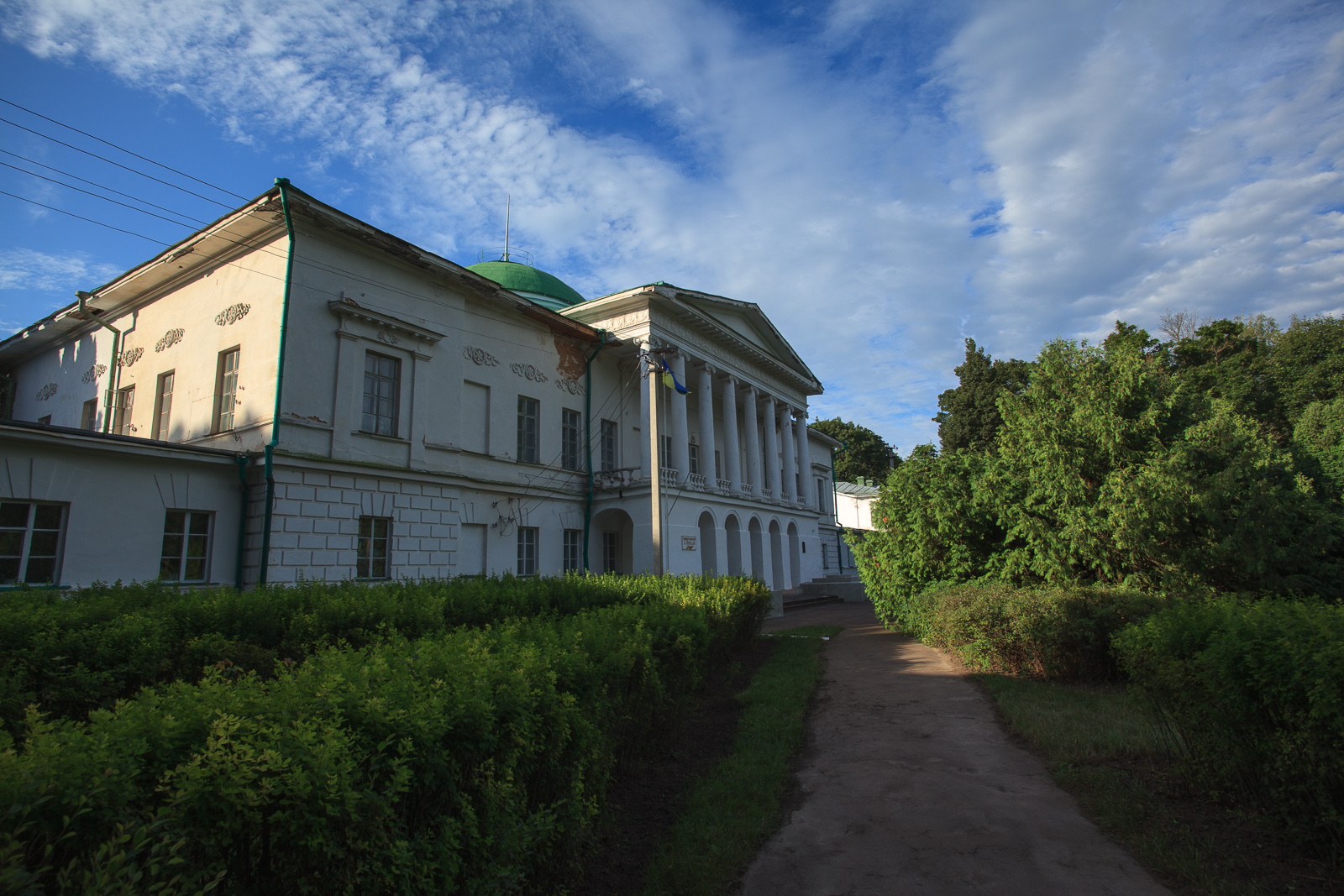
Одноманітний декор над вікнами садиби Сокиринці
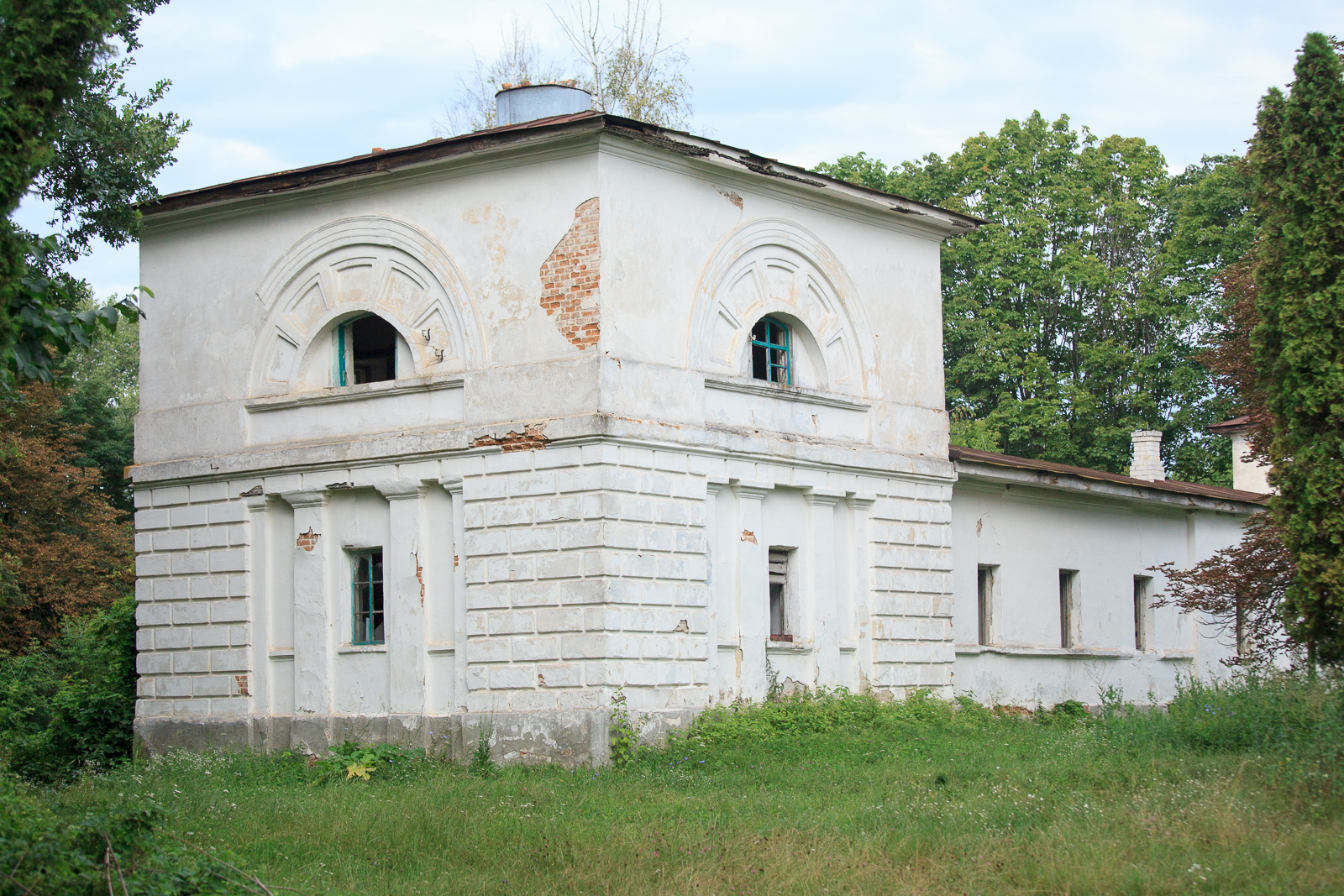
Ліплений декор рустом та пілястрами на цегляній споруді, Південний флігель, садиба Сокиринці (Срібнянський район, Чернігівська область)
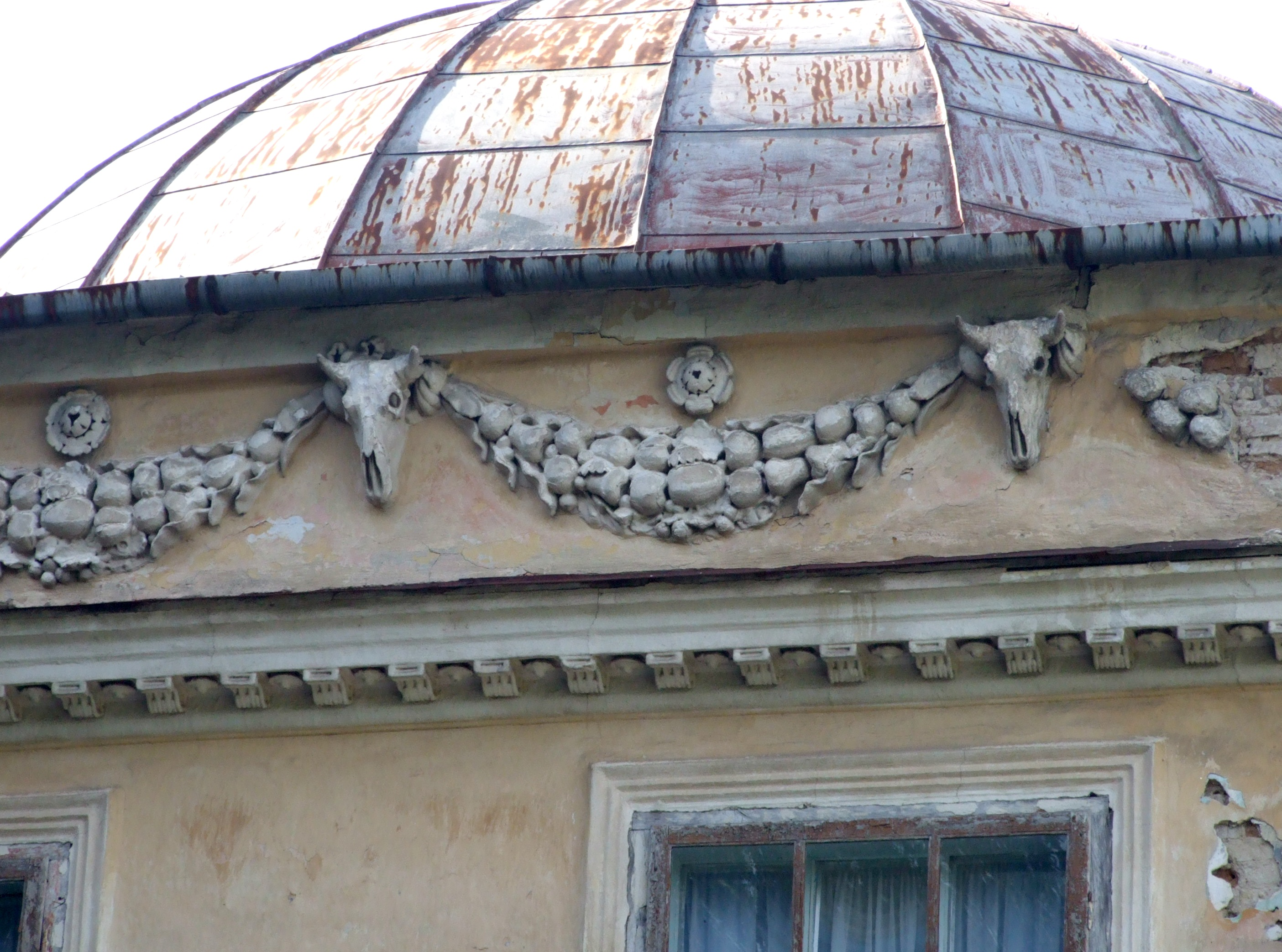
Вороновицький музей історії авіації та космонавтики України. Вінницька область. Ліплений декор бічного павільйону з гірляндами та чепами биків (букранії)
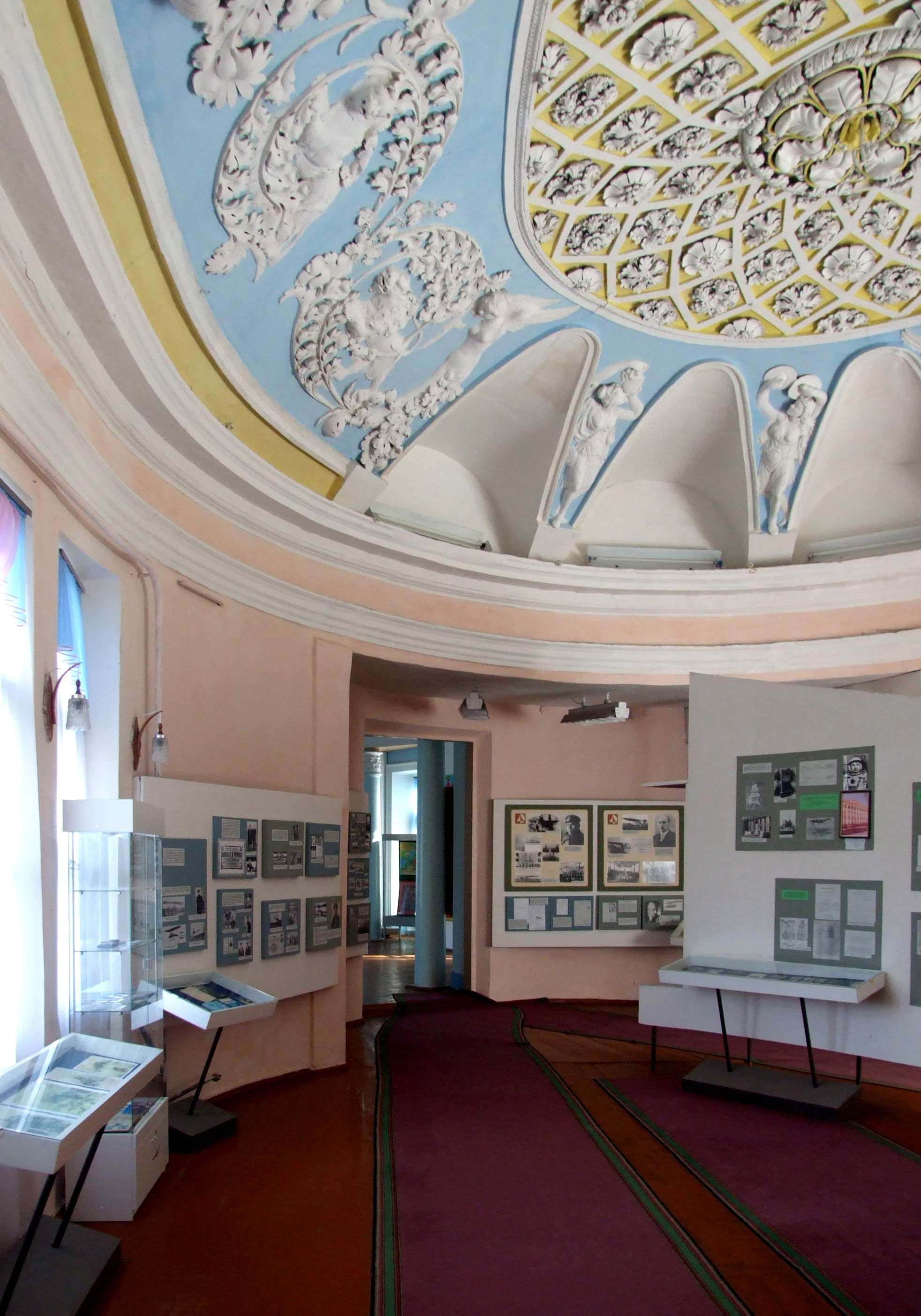
Вороновицький музей історії авіації та космонавтики України. Вінницька область. Ліплений декор овальної зали, пізній класицизм.
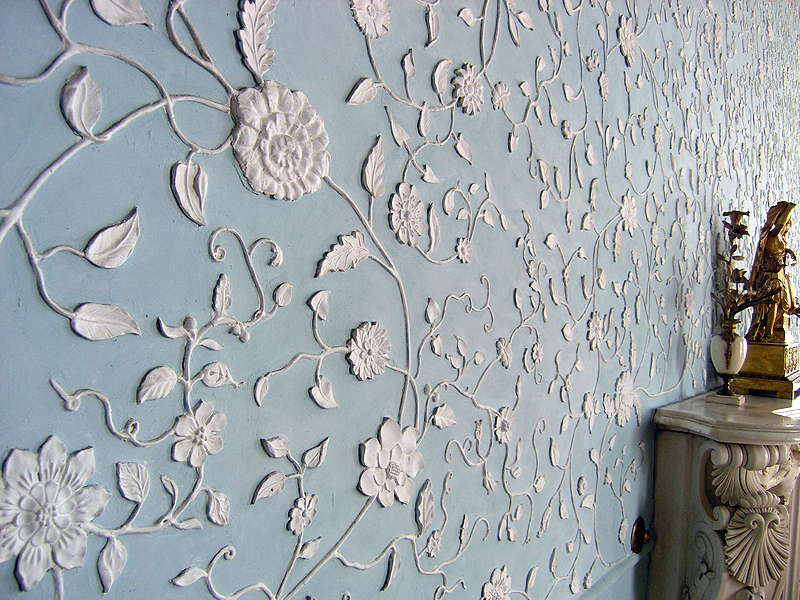
Воронцовський палац (Алупка, Крим). Ліплений декор Блакитної кімнати
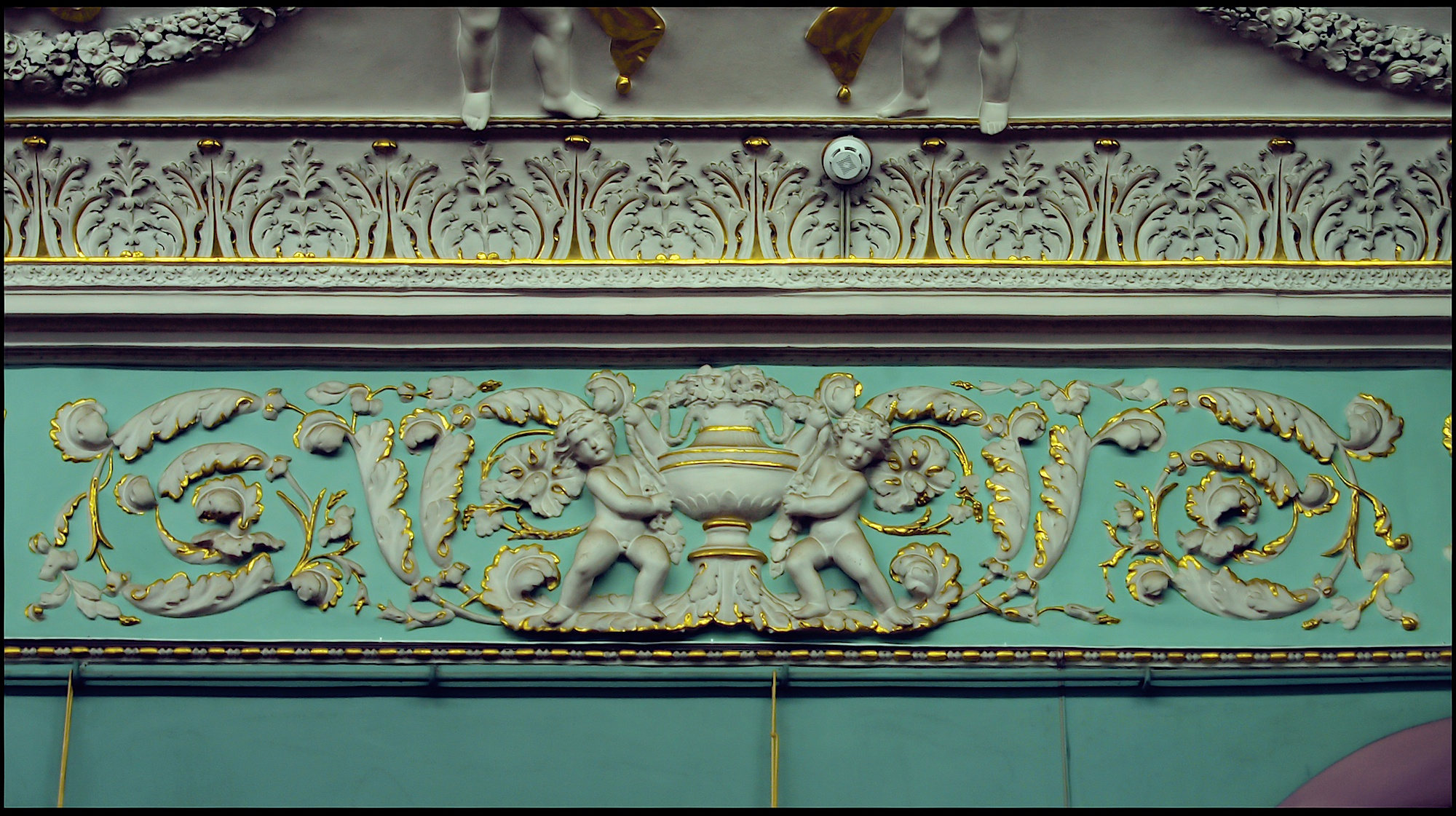
Одеса. Палац Потоцьких, стандартний ліплений декор

## Ліплений декор доби еклектики

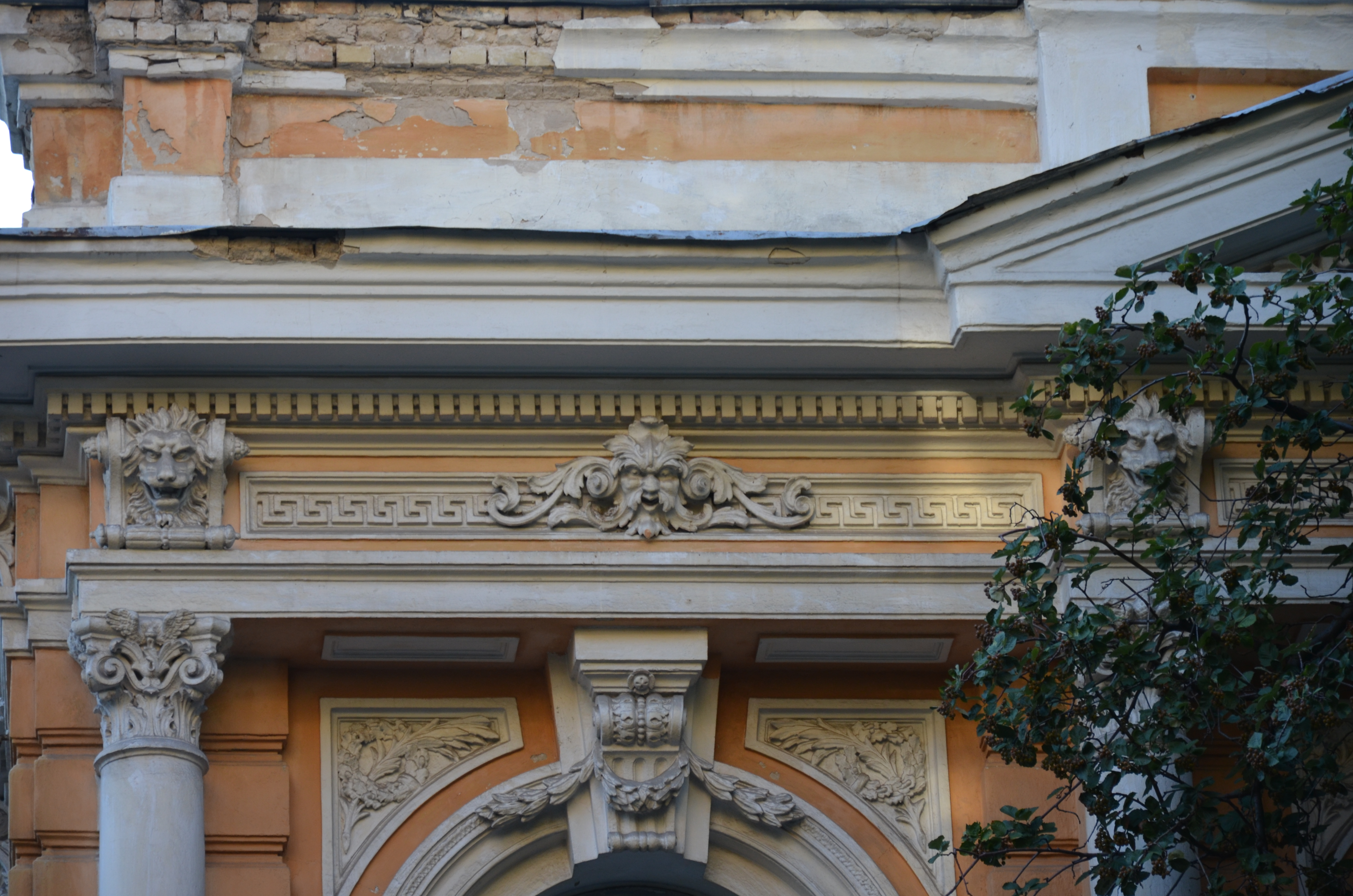
Київ, маєток Лібермана. Ліплений декор фасаду, фото 2013 р.

В добу пізнього і помертвілого класицизму декор привели до повного занепаду.
В добу історичних стилів, навпаки, декор пережив новий злет на тлі виняткової уваги до стилів минулого (запанували неоготика, неоренесанс, необароко, неорококо, неогрек) та піднесення промислового виробництва. Лихоманка будівельна і виробнича, жага і потяг до розкошів привели не до створення свого стилю у 19 столітті, а до хаотичного копіювання стилів минулого та їх суміші в одній будівлі. Ліплений декор пережив справжній злет, позаяк надавав можливість швидко і пишно декорувати інтер'єри і фасади, а сам декор комбінувати з паперовими шпалерами чи стінописами, люстрами, імітаціями декору готики, ренесансу, бароко, мавританськими чи арабськими мотивами. В багатих маєтках кожна зала могла отримати власний, лише їй притаманний декор, як то було колись в добу бароко. Не менше хаотично використаного декору отримують і фасади прибуткових і приватних будинків, нових храмових споруд, бірж, контор нових фірм тощо. Дешевий і пишний декор вкривав також стіни і стелі нових театрів.
Стилістична вакханалія декору лише трохи вгамувалась в другій третині 19 століття з приходом стилю модерн та його національних варіантів (сецесія, югендстиль, Ар Нуво, стиль Тіфані)

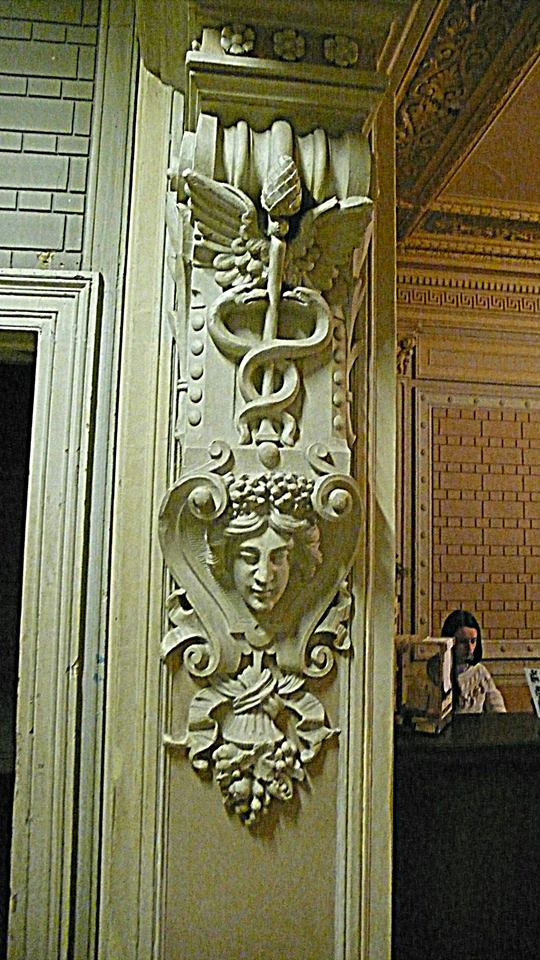
Кадуцей Меркурія (ліплений декор). Маєток Могільовцева, Шоколадний будинок. Київ
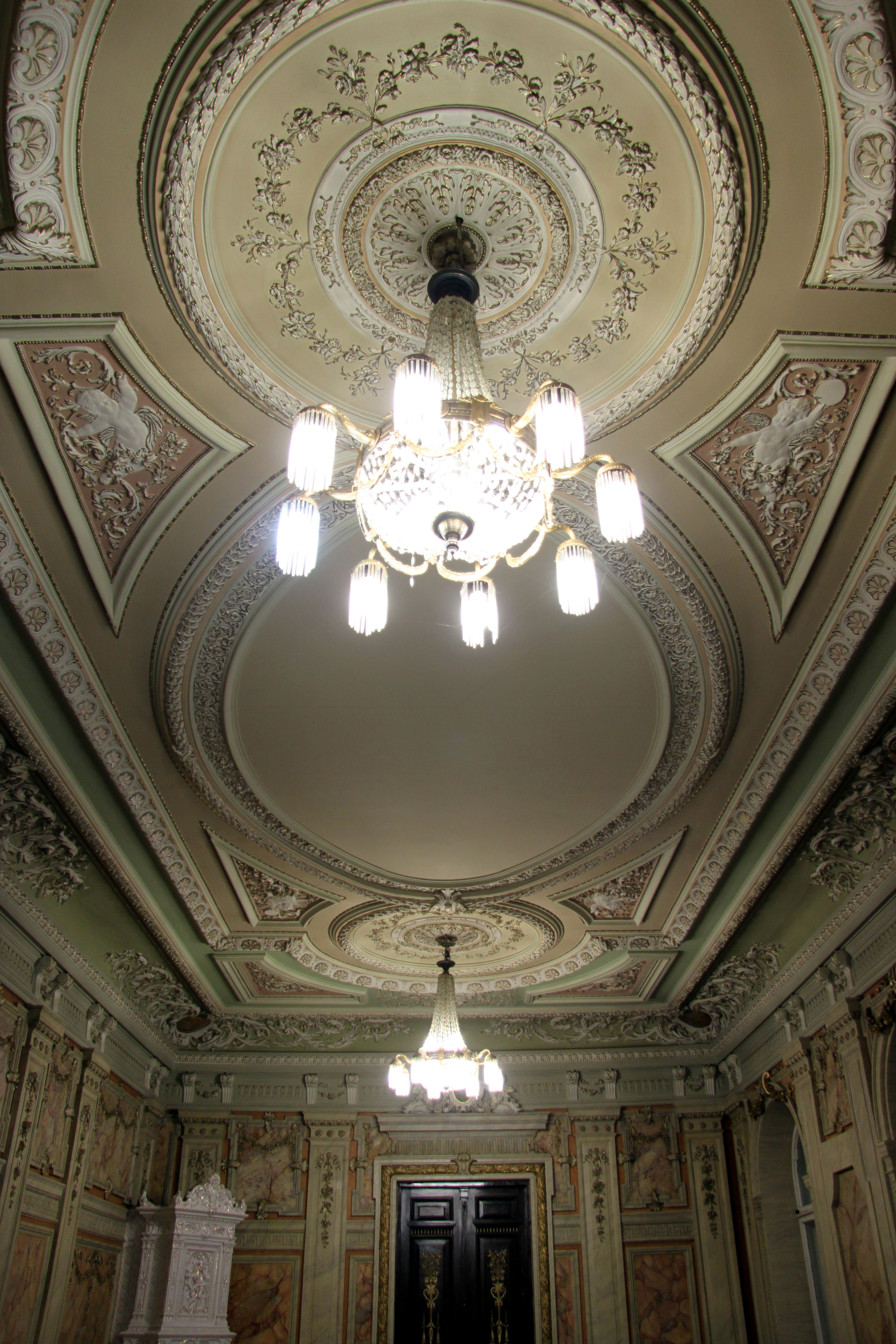
Київ, маєток Лібермана. Ліплений декор парадної зали, фото 2013 р.
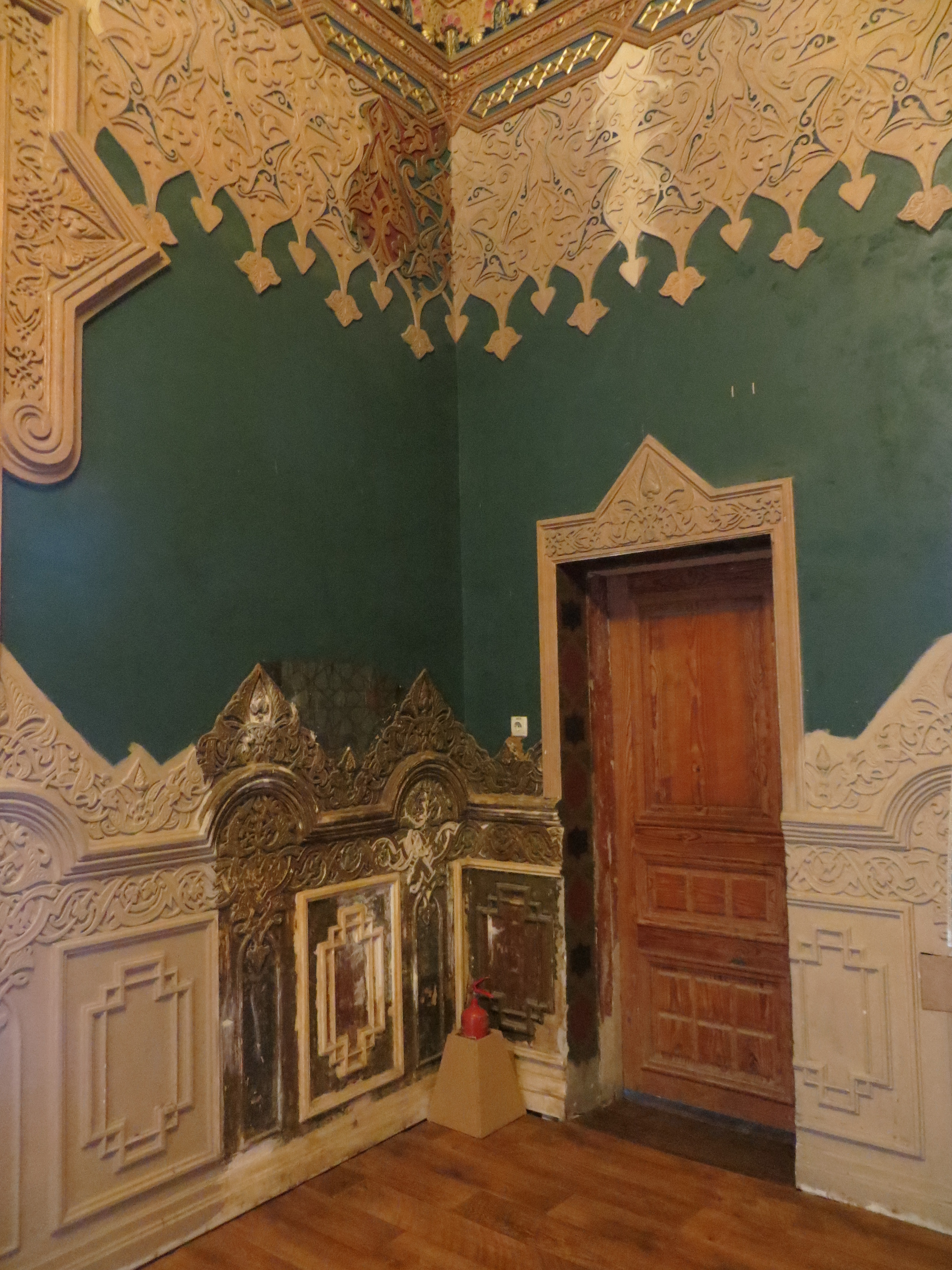
Мавританський ліплений декор. Шоколадний будиночок, Київ.
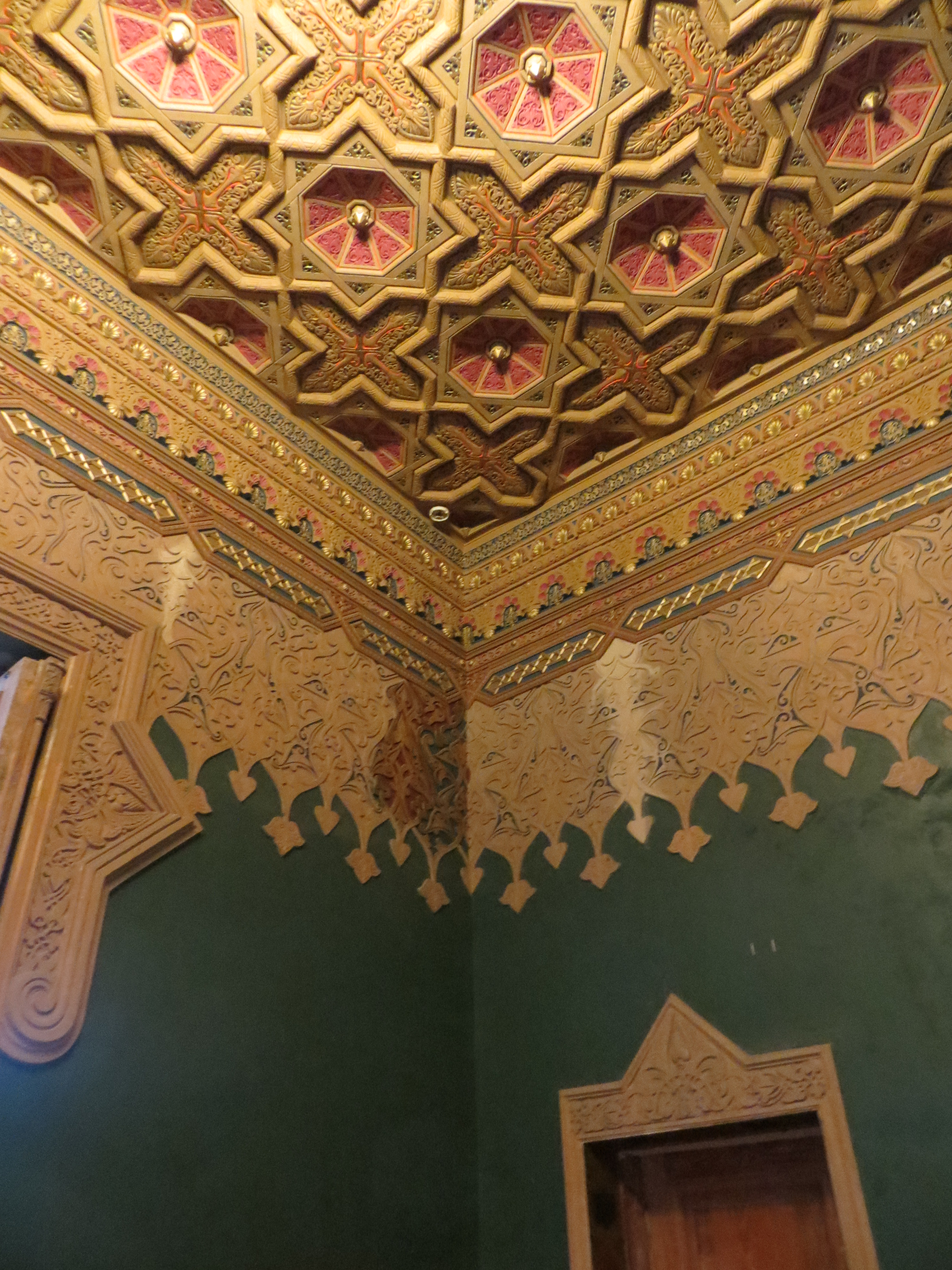
Декор стелі. Шоколадний будиночок, Київ.
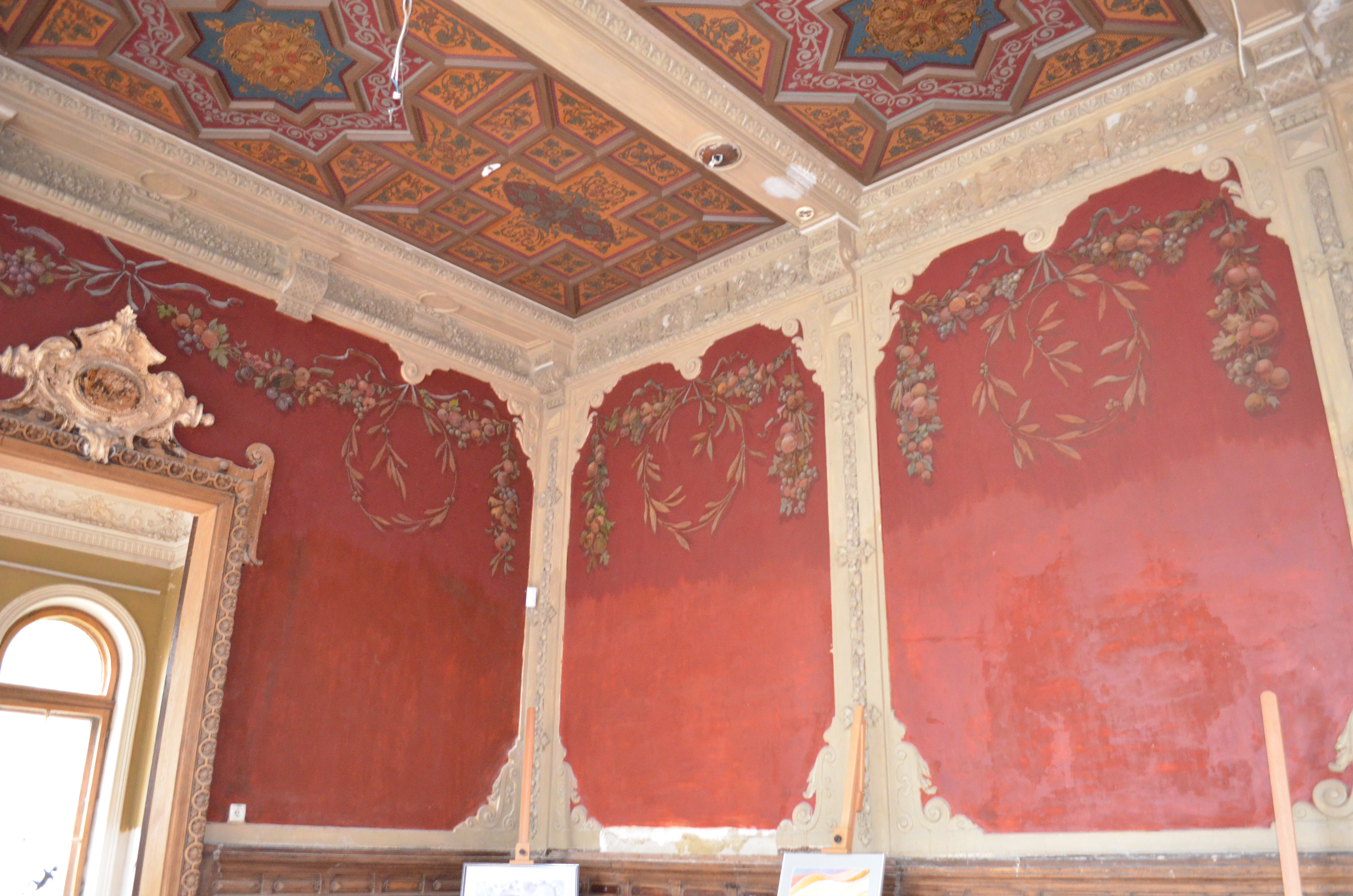
Шоколадний будиночок, Київ. Ренесансна зала, декор
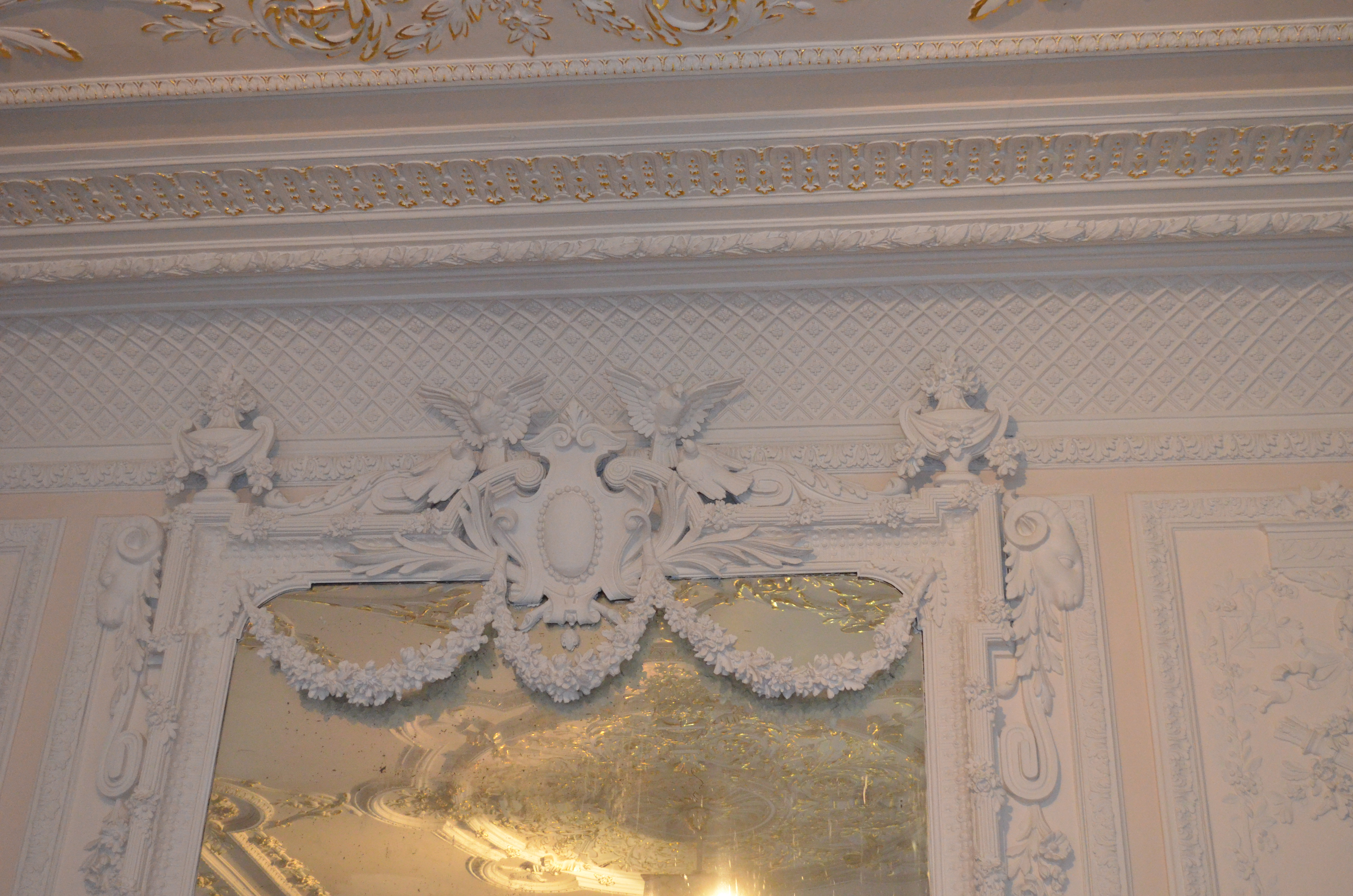
Шоколадний будиночок, Київ. Ліплений декор Білої зали

## Ліплений декор доби сецесії

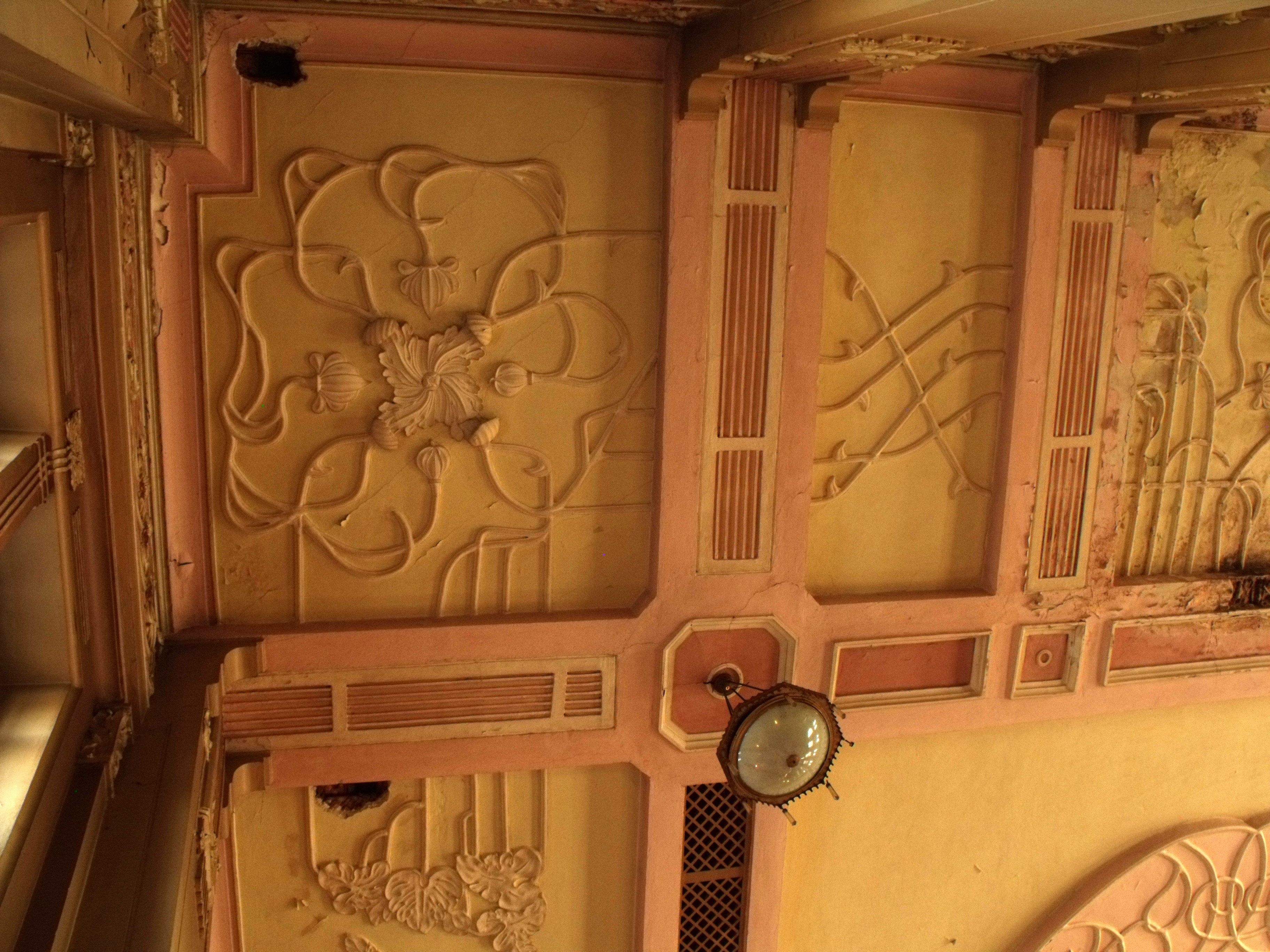
Україна, вокзал Жмеринки. Ліплений декор стелі в залі очікування.